# 訃報 2019年10月
訃報 2019年10月（ふほう 2019ねん10がつ）では、2019年10月に物故した、又は物故が報じられた人物についてまとめる。

## (1日 - 15日)

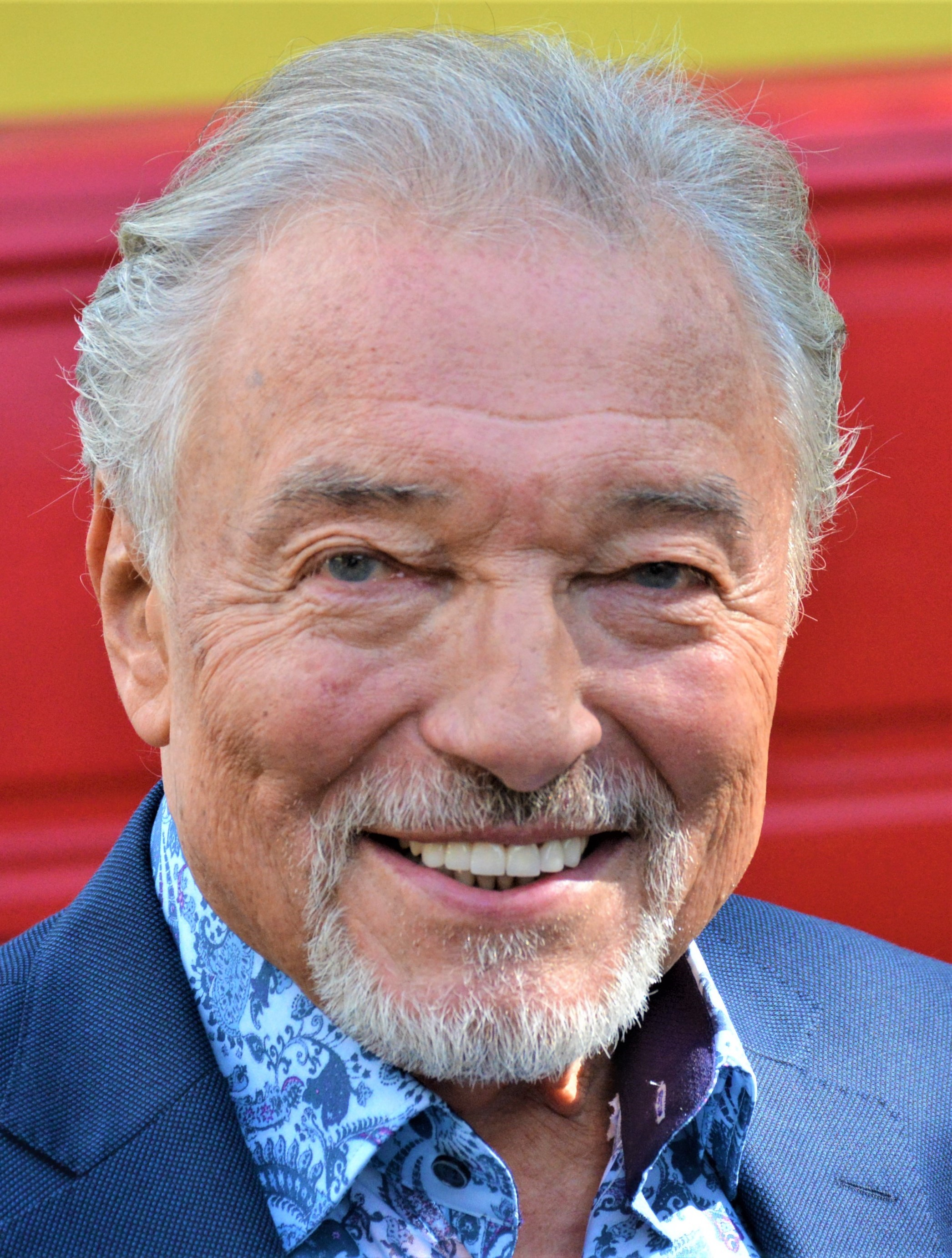
カレル・ゴット／10月1日没

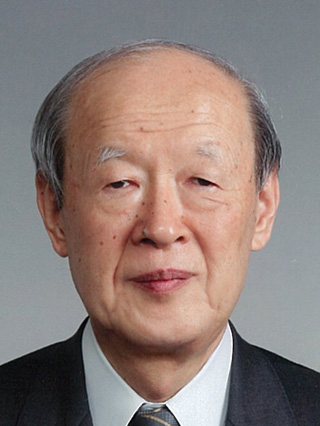
竹下守夫／10月2日没

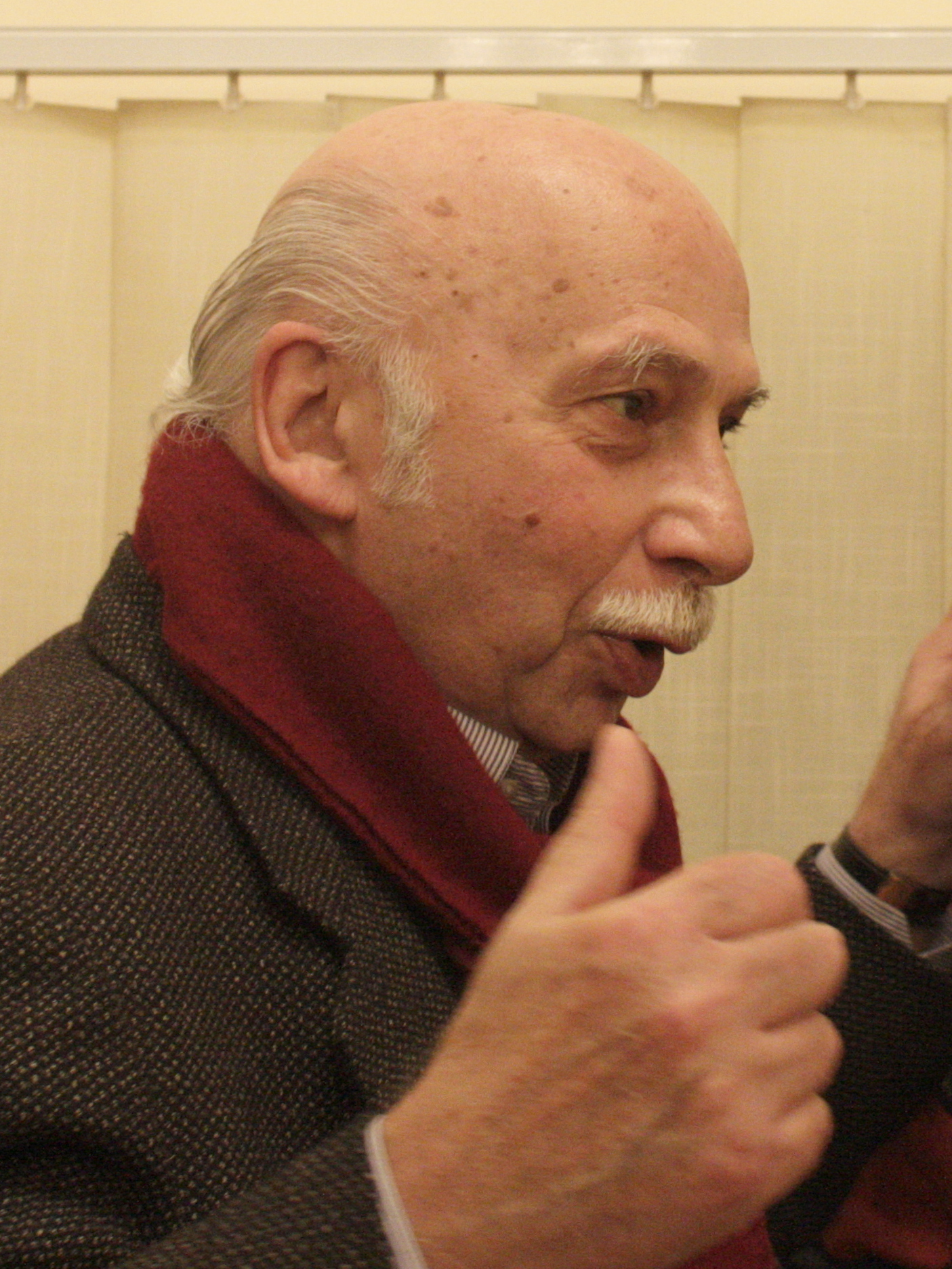
ギヤ・カンチェリ／10月2日没

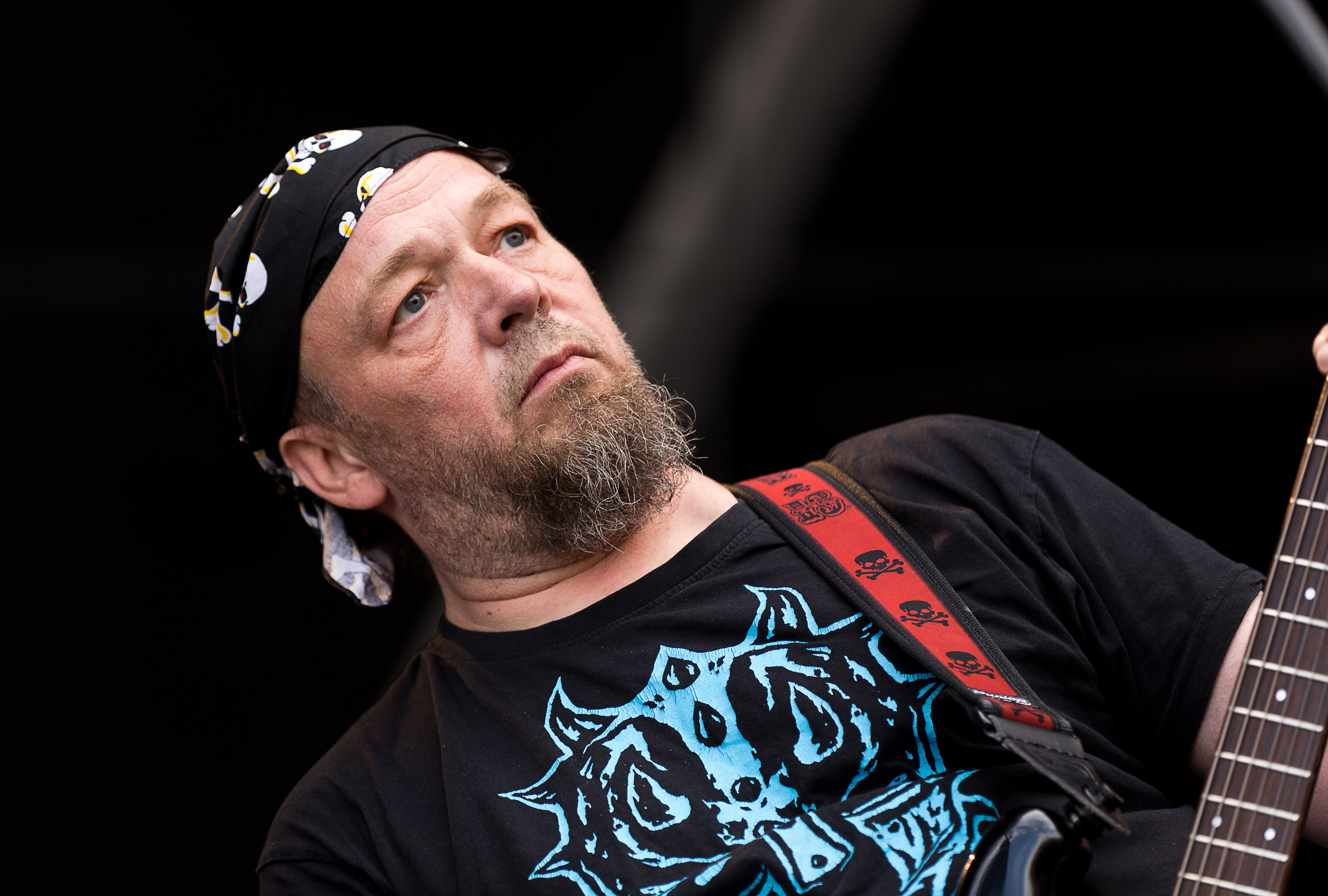
モルテン・スタッツァー／10月2日没

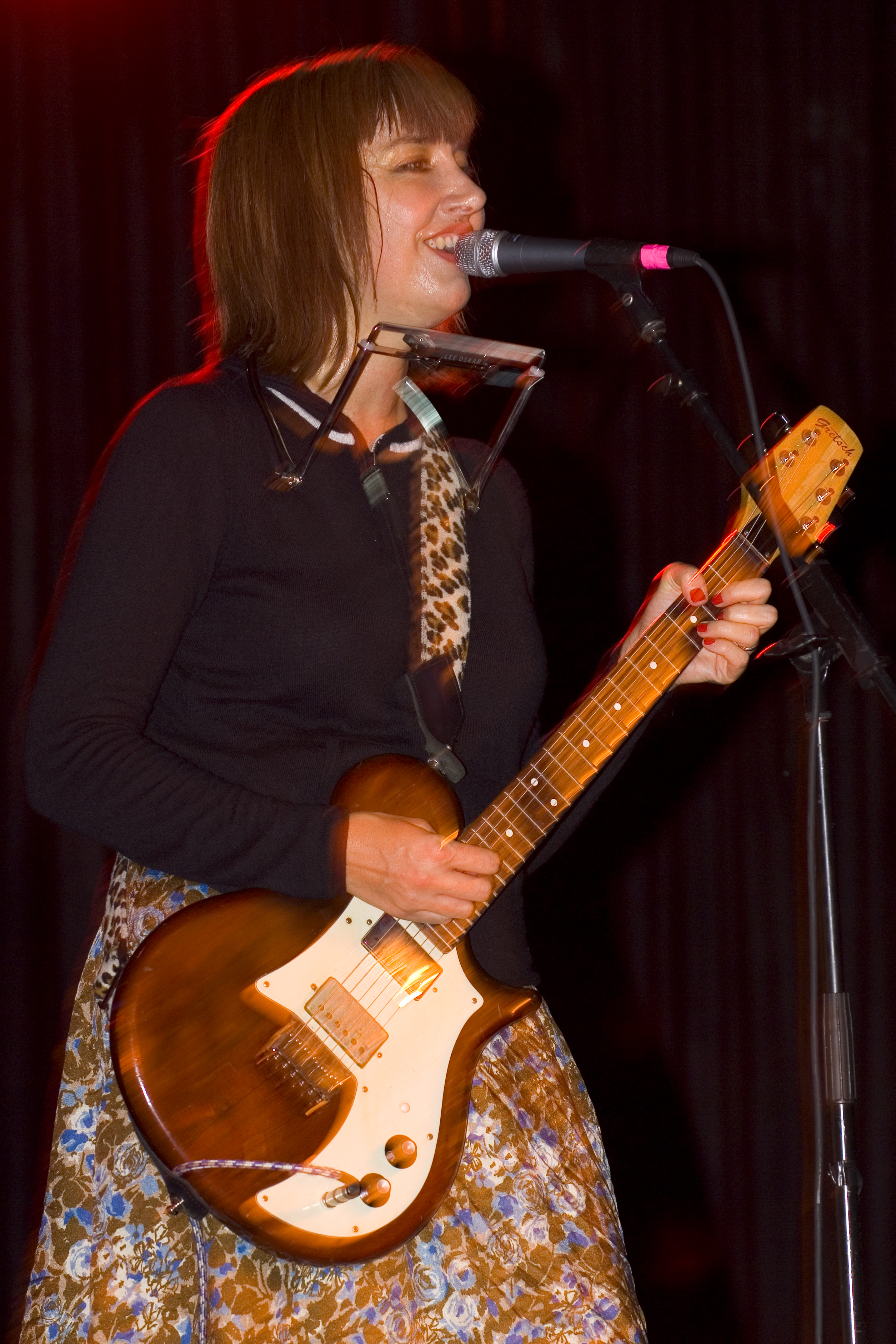
キム・シャタック／10月2日没

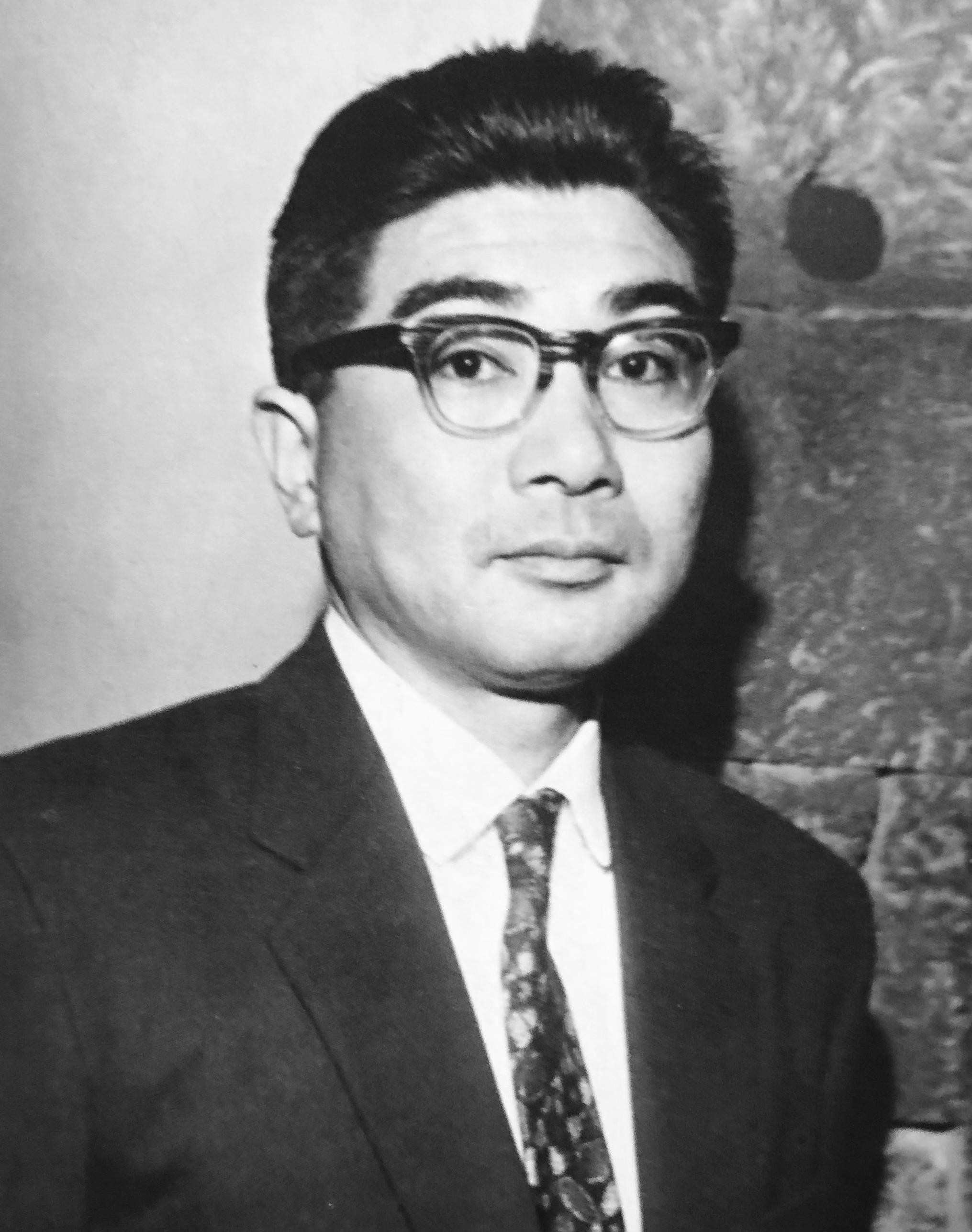
川又昂／10月5日没

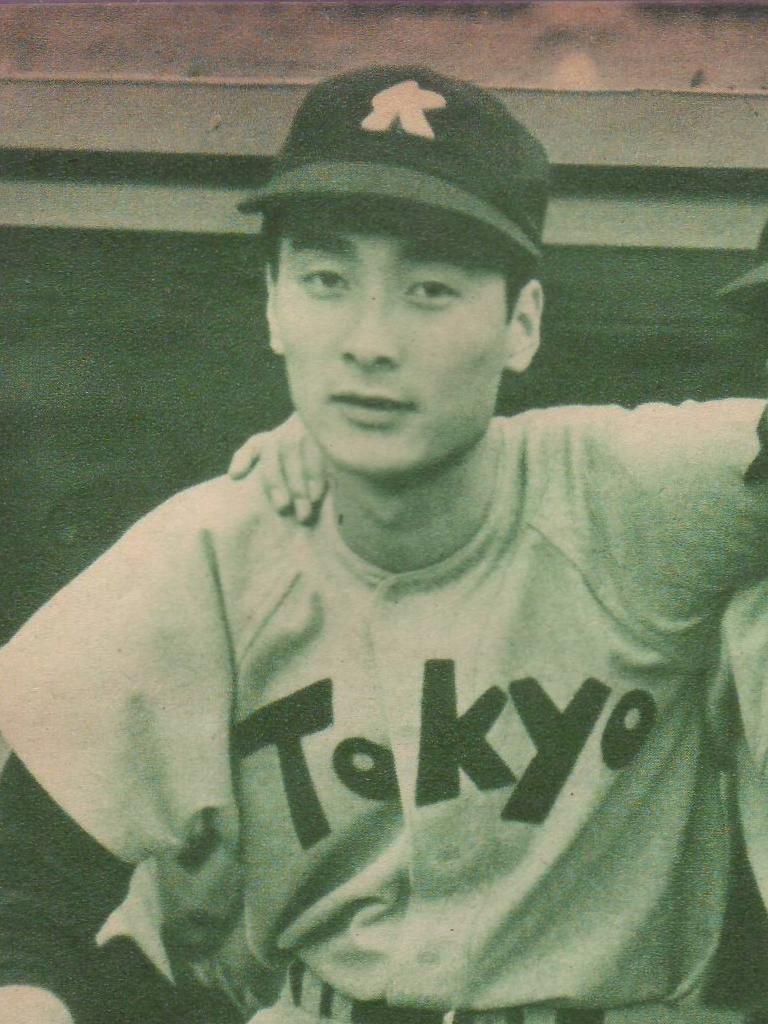
金田正一／10月6日没

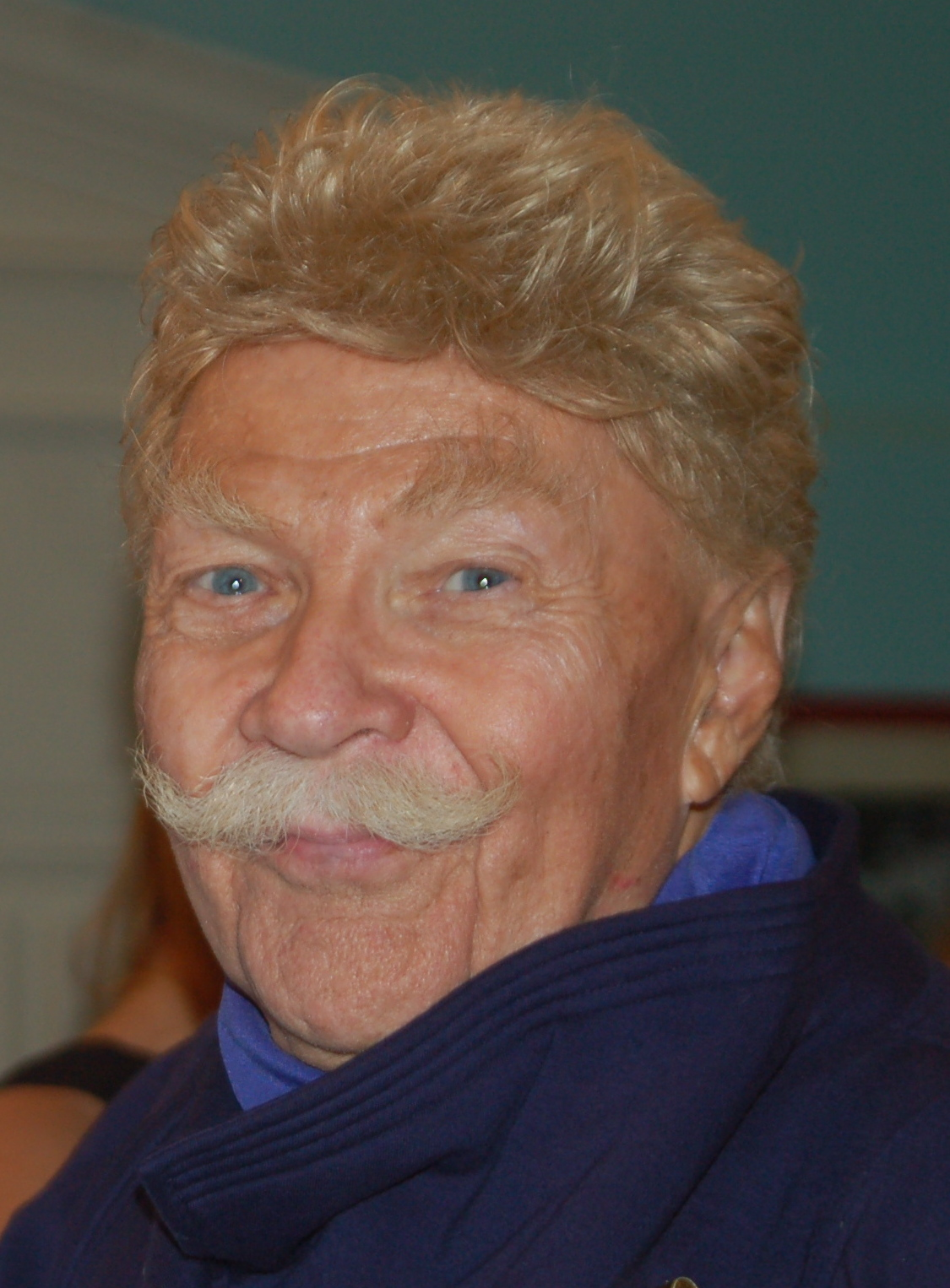
リップ・テイラー／10月6日没

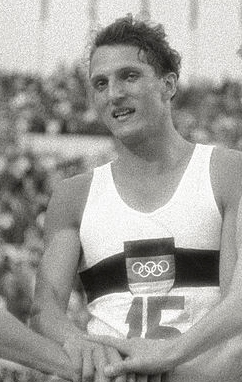
マルチン・ラウアー／10月6日没

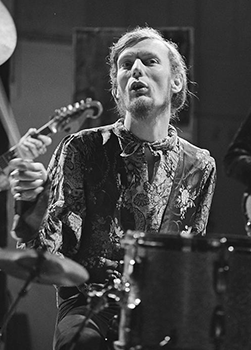
ジンジャー・ベイカー／10月6日没

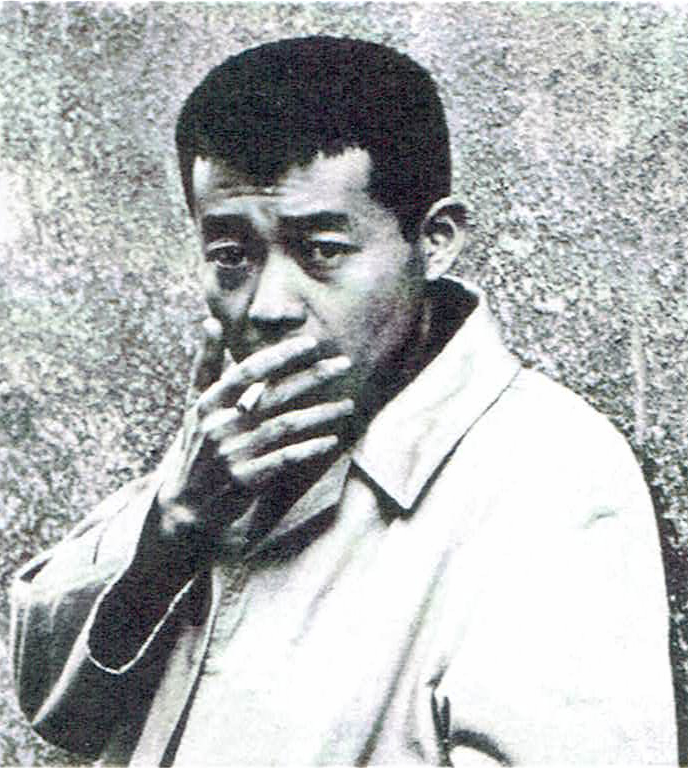
和田誠／10月7日没

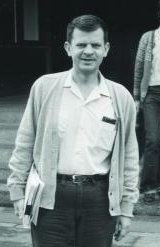
リチャード・アスキー／10月9日没

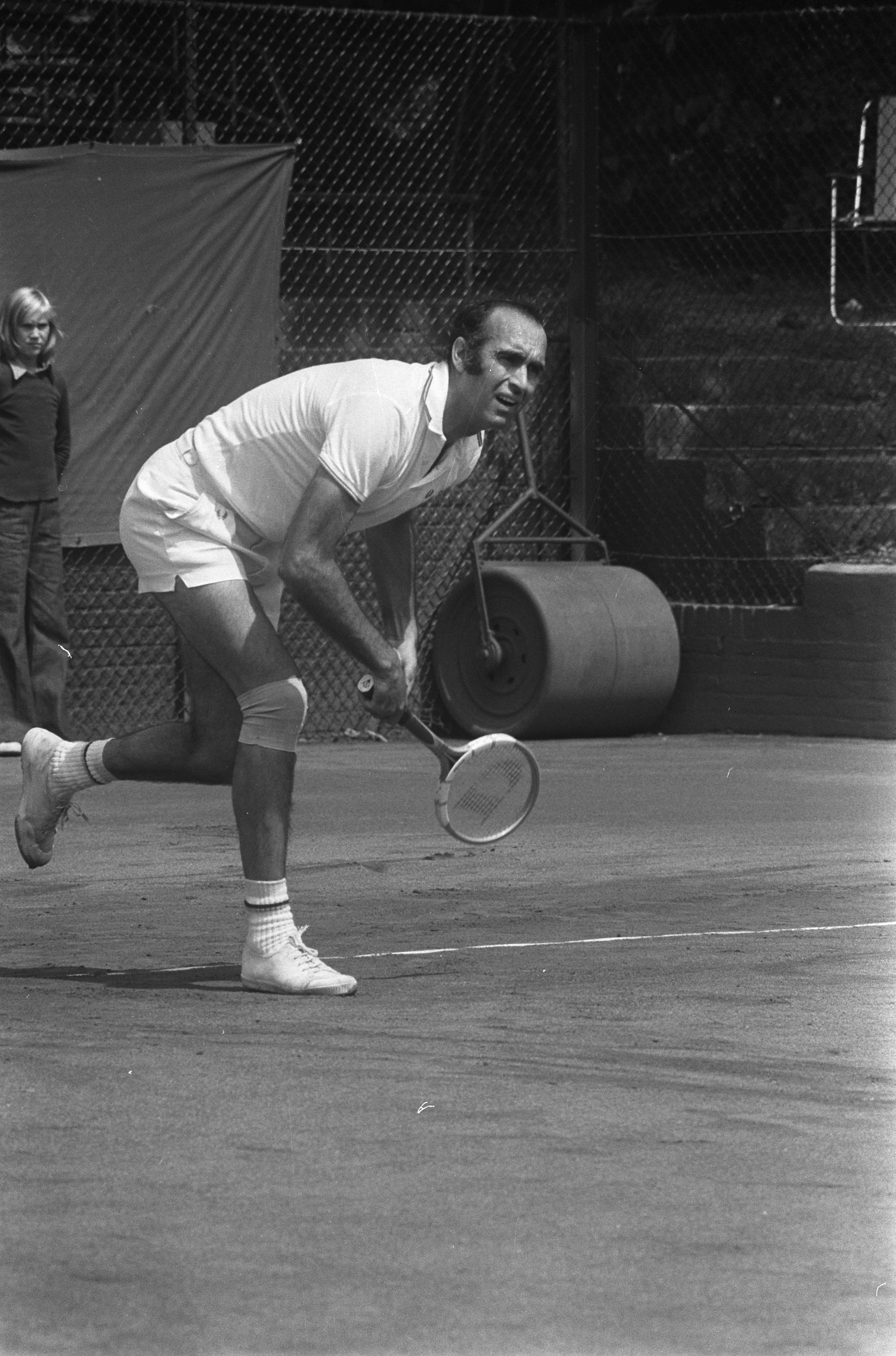
アンドレス・ヒメノ／10月9日没

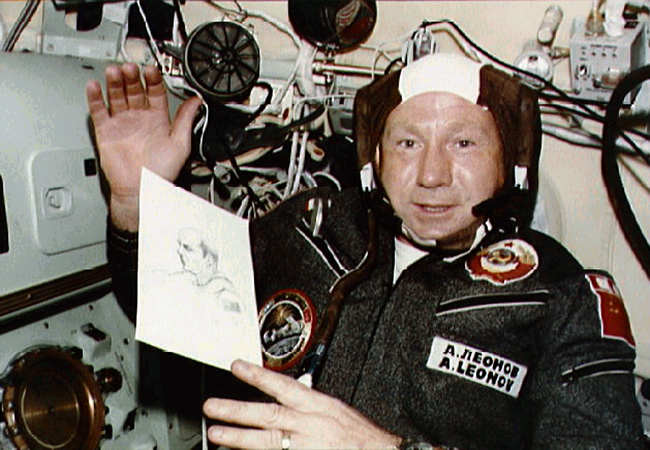
アレクセイ・レオーノフ／10月11日没

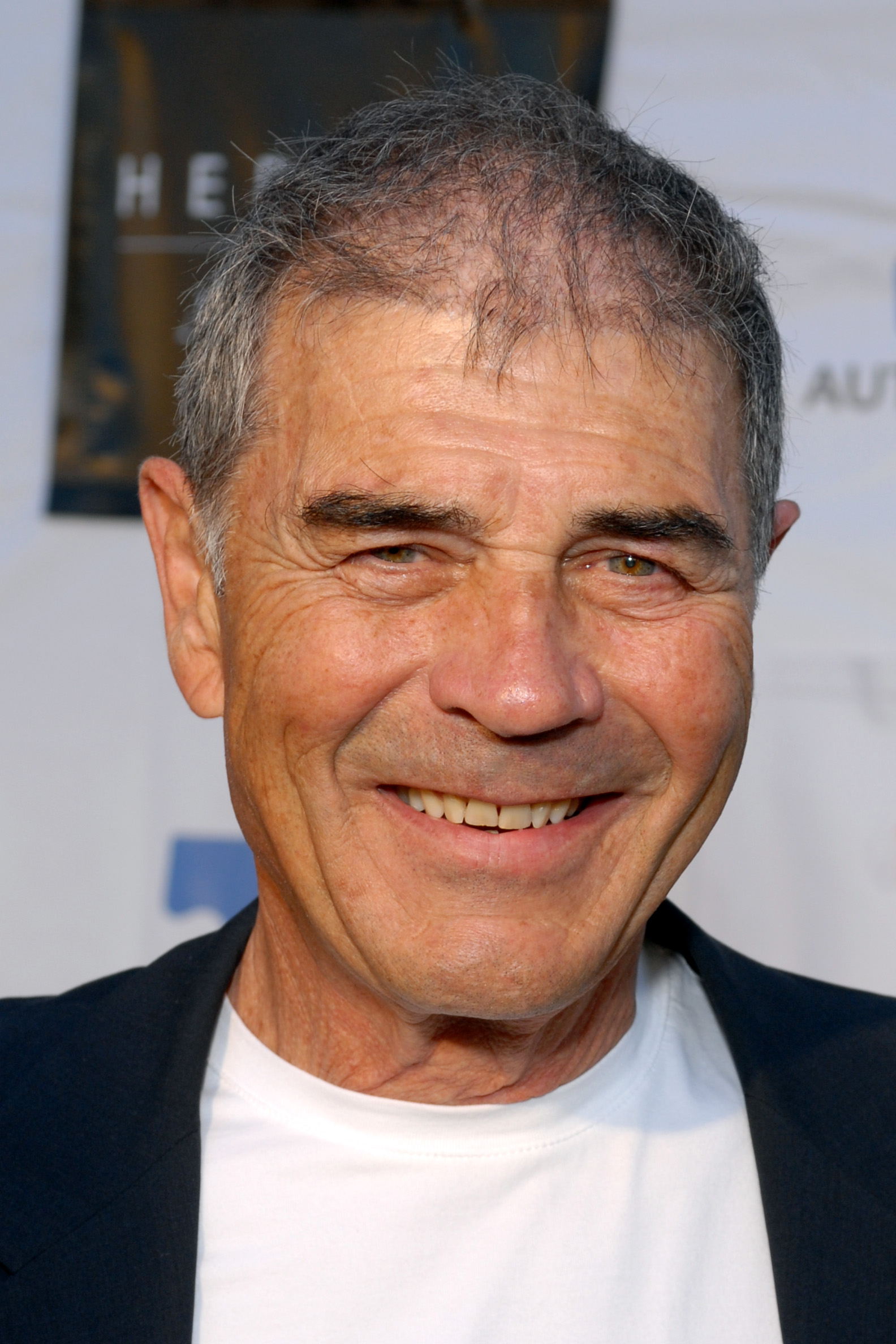
ロバート・フォスター／10月11日没

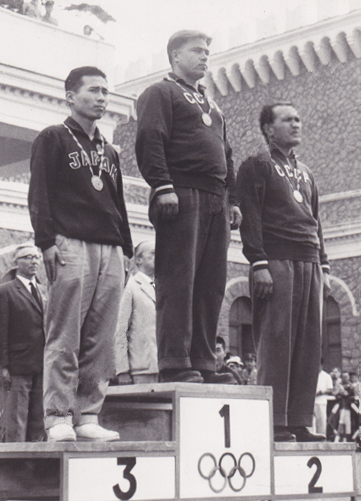
吉川貴久（左）／10月12日没

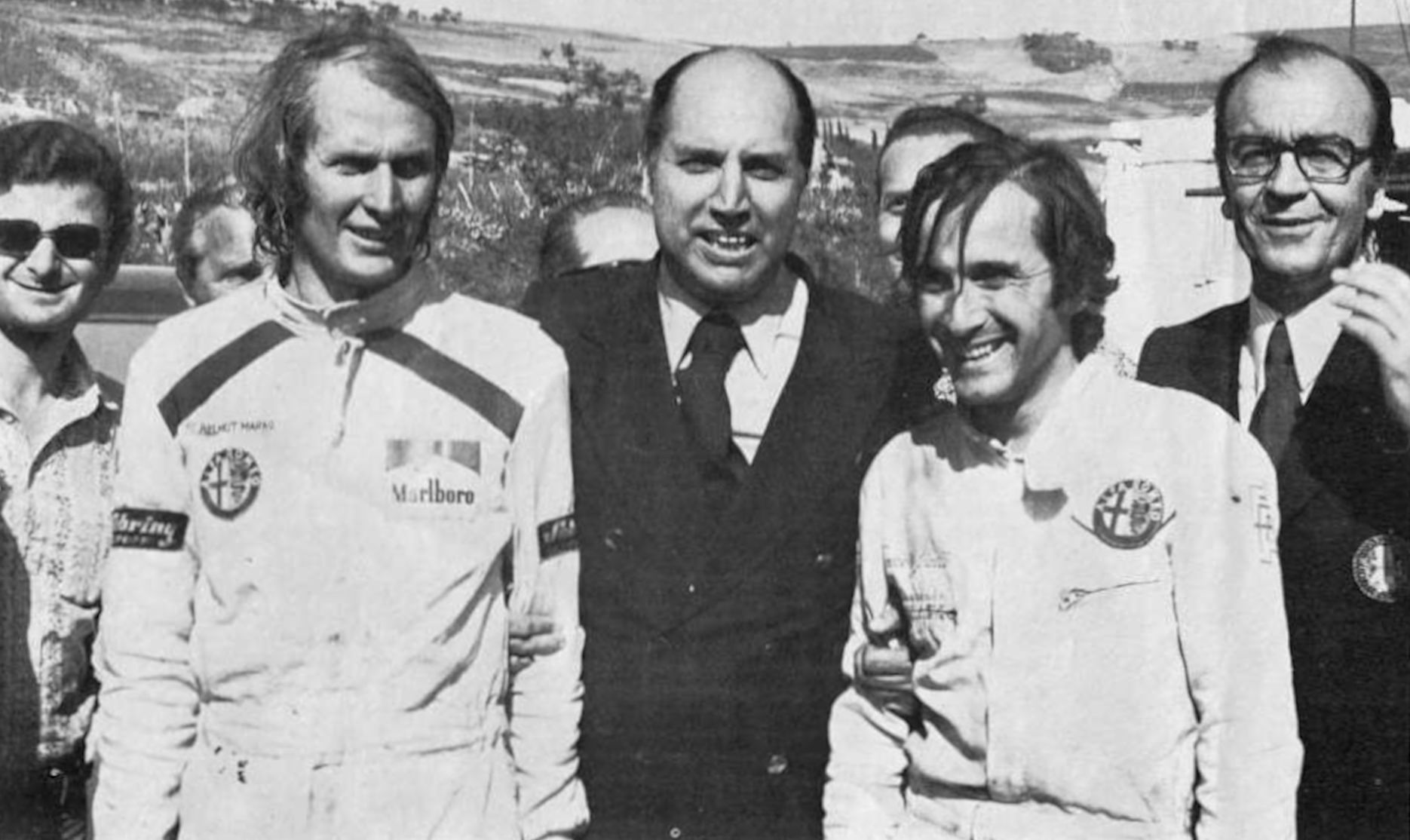
ナンニ・ギャリ（手前右）／10月12日没

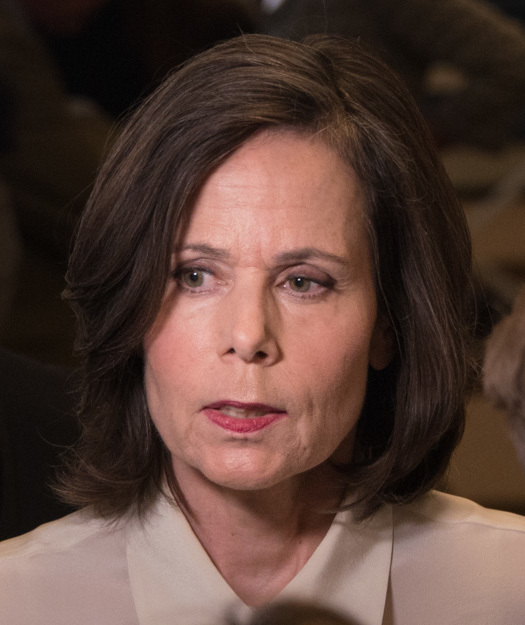
サラ・ダニウス／10月12日没

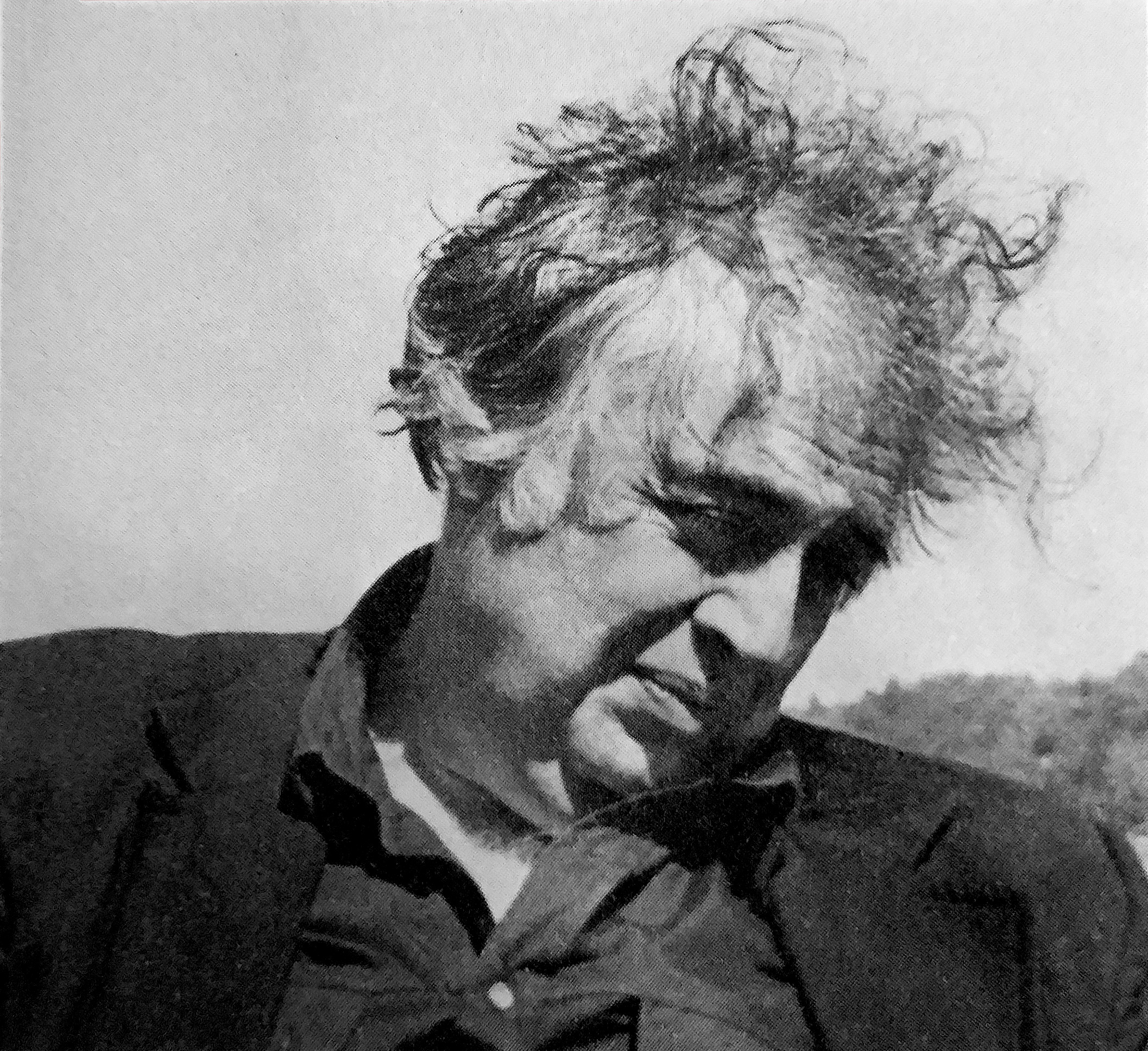
ハロルド・ブルーム／10月14日没

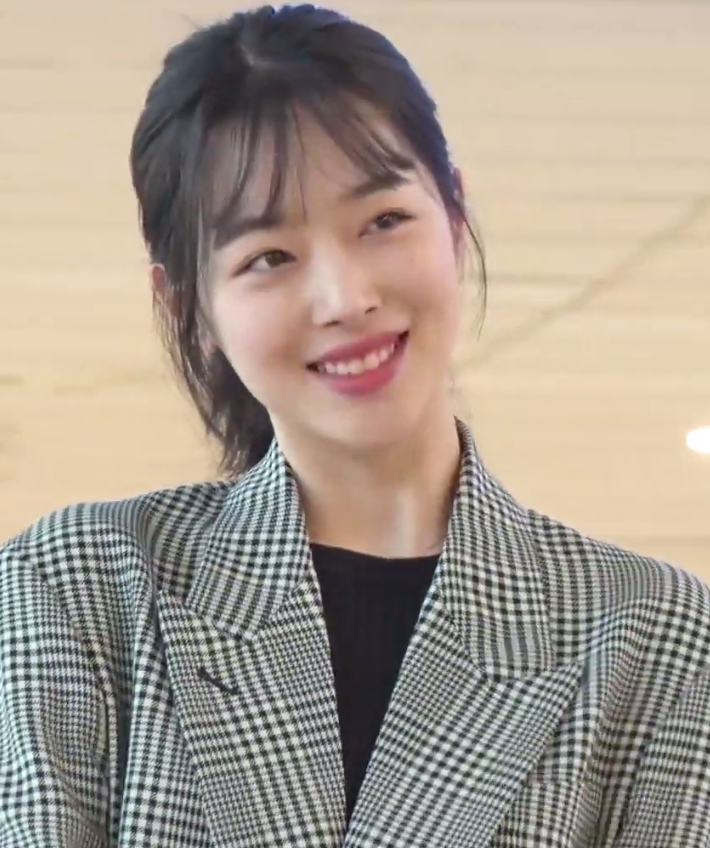
ソルリ／10月14日没

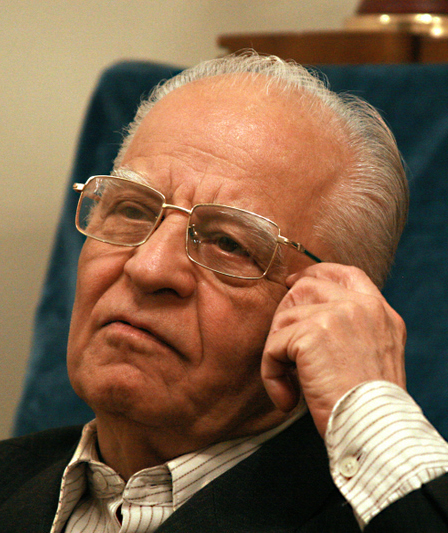
ホセイン・デフラヴィー／10月15日没

- 10月1日 - 文傳源（中国語版）、中華人民共和国の航空技術者（* 1918年）[1]
- 10月1日 - 上田薫、日本の教育学者、元都留文科大学学長（* 1920年）[2]
- 10月1日 - ミゲル・レオン＝ポルティーヤ（スペイン語版）、メキシコ合衆国の歴史家、人類学者（* 1926年）[3]
- 10月1日 - エリック・プレスコウ（英語版）、オーストリア出身のアメリカ合衆国の映画プロデューサー（* 1924年）[4]
- 10月1日 - ジルベール・アルベール（フランス語版）、スイスの宝石・装飾品デザイナー（* 1930年）[5]
- 10月1日 - カレル・ゴット、チェコの歌手（* 1939年）[6]
- 10月1日 - 吉野槙一、日本の医学者、日本医科大学名誉教授（* 1939年）[7]
- 10月1日 - ビヴァリー・ワトキンス（英語版）アメリカ合衆国のブルースギタリスト（* 1939年）[8]
- 10月1日 - ウォルフガング・ペルナー（ドイツ語版）、オーストリアの元バイアスロン選手、2002年ソルトレークシティオリンピック銅メダリスト（* 1967年）[9]
- 10月2日 - アラン・ザスラヴ（英語版）、アメリカ合衆国のアニメーター、アニメ監督（* 1927年）[10]
- 10月2日 - グラツィア・バルチェローナ、イタリアのフィギュアスケート選手（* 1929年）[11]
- 10月2日 - ビル・ビドウィル、アメリカ合衆国の実業家、NFLアリゾナ・カージナルスオーナー（* 1931年）[12]
- 10月2日 - 竹下守夫、日本の法学者、弁護士、元法制審議会会長、元駿河台大学総長（* 1932年）[13]
- 10月2日 - 森谷尅久、日本の歴史学者、武庫川女子大学名誉教授（* 1934年）[14]
- 10月2日 - 三木秀夫、日本の実業家、元三共生興社長（* 1934年?）[15]
- 10月2日 - ギヤ・カンチェリ、ジョージア（グルジア）出身の作曲家（* 1935年）[16]
- 10月2日 - ジョン・カービィ、アメリカ合衆国の弁護士、ドンキーコング裁判の任天堂側弁護士、「カービィ」命名の由来とされる人物（* 1939年）[17]
- 10月2日 - バリー・マスターズ（英語版）、イギリスのロックシンガー、エディ&ザ・ホット・ロッズ（英語版）メンバー（* 1956年）[18]
- 10月2日 - モルテン・スタッツァー、デンマークのギタリスト、アーティレリーメンバー（* 1962年）[19]
- 10月2日 - キム・シャタック、アメリカ合衆国のミュージシャン、ザ・マフスメンバー（* 1963年）[20]
- 10月2日 - 石井宏幸、日本のブラインドサッカー選手、元日本代表（* 1972年）[21]
- 10月2日 - マシュー・ウォン（英語版）、アメリカ合衆国の画家（* 1984年）[22]
- 10月3日 - ロジェ・タイイベール（フランス語版）、フランスの建築家（* 1926年）[23]
- 10月3日 - 後藤清、日本の元教師、環境保護活動家（* 1928年）[24]
- 10月3日 - 村上猛士、日本の実業家、元大和リビング社長（* 1936年）[25]
- 10月3日 - ディオゴ・フレイタス・ド・アマラル（英語版）、ポルトガルの政治家、元外相、元首相代行、1995年度国際連合総会議長（* 1941年）[26]
- 10月4日 - ダイアン・キャロル（英語版）、アメリカ合衆国の女優（* 1935年）[27]
- 10月4日 - グレン・ブラウン（英語版）、ジャマイカのレゲエミュージシャン、音楽プロデューサー（* 1944年?）[28]
- 10月4日 - 張国宝（英語版）、中華人民共和国の官僚、国家発展改革委員会副主任（* 1944年）[29]
- 10月5日 - 川又昂、日本の撮影監督（* 1926年）[30]
- 10月5日 - ブレイン・リンドグレン（英語版）、アメリカ合衆国の陸上競技選手、1964年東京オリンピック110mハードル銀メダリスト（* 1939年）[31]
- 10月5日 - アンディ・エチェバレン（英語版）、アメリカ合衆国のMLB選手（* 1943年）[32]
- 10月5日 - 森川万智子、日本のフリーライター、慰安婦問題研究家（* 1947年）[33]
- 10月5日 - マルチェッロ・ジョルダーニ（イタリア語版）、イタリアのテノール歌手（* 1963年）[34]
- 10月6日 - 深川善次、日本の洋画家、元佐賀大学教授（* 1924年）[35]
- 10月6日 - 金田正一、日本の元プロ野球選手【元国鉄スワローズ、読売ジャイアンツ投手】、野球監督【元ロッテオリオンズ監督】（* 1933年）[36]
- 10月6日 - リップ・テイラー、アメリカ合衆国の俳優、コメディアン（* 1931年）[37]
- 10月6日 - マルチン・ラウアー、ドイツの元陸上競技選手、1960年ローマオリンピック男子4×100mリレー金メダリスト（* 1937年）[38]
- 10月6日 - ジンジャー・ベイカー、イギリスの ドラマー、クリームメンバー（* 1939年）[39]
- 10月6日 - 岩見基弘、日本の電子工学者、岡山大学名誉教授（* 1939年）[40]
- 10月6日 - キアラン・カーソン、北アイルランドの詩人（* 1948年）[41]
- 10月6日 - ラリー・ヤンストロム（英語版）、アメリカ合衆国のベーシスト、元38スペシャル・レーナード・スキナードメンバー（* 1949年）[42]
- 10月7日 - 神崎昌久、日本の実業家、元中山製鋼所社長（* 1930年?）[43]
- 10月7日 - 坂井一郎、日本の歌手（* 1962年）[44]
- 10月7日 - 城間雨邨、日本の書家（* 1931年）[45]
- 10月7日 - 原ひろ子、日本の文化人類学者、お茶の水女子大学名誉教授（* 1934年）[46]
- 10月7日 - 和田誠、日本のイラストレーター、アニメーション作家、絵本作家、映画監督、エッセイスト（* 1936年）[47]
- 10月7日 - ハーヴェイ・ベンジ（英語版）、ニュージーランドの写真家（* 1944年）[48]
- 10月8日 - 筑前翠瑶、日本の俳優（* 1933年）[49]
- 10月8日 - 芥川善行、日本の航空写真家（* 1939年）[50]
- 10月8日 - マルコム・ダンカン（英語版）、スコットランドのサクソフォーン奏者、元アヴェレイジ・ホワイト・バンドのメンバー（* 1945年）[51]
- 10月8日 - ライアン・ニコルソン（英語版）、カナダのメイクアップアーティスト、映画監督（* 1971年?）[52]
- 10月9日 - 山本博、日本の実業家、元四国電力社長、元四国経済連合会会長（* 1922年）[53]
- 10月9日 - リチャード・アスキー、アメリカ合衆国の数学者（* 1933年）[54]
- 10月9日 - アンドレス・ヒメノ、スペインのテニス選手、国際テニス殿堂（* 1937年）[55]
- 10月9日 - ジル・フリードマン（英語版）、アメリカ合衆国の写真家（* 1939年）[56]
- 10月9日 - 谷一英、日本の化学者、大阪大学名誉教授（* 1939年?）[57]
- 10月10日 - マリー＝ジョゼ・ナット（フランス語版）、フランスの女優（* 1940年）[58]
- 10月10日 - 猪俣睦彦、日本のローカルタレント（* 1946年）[59]
- 10月11日 - 植木金矢、日本の漫画家（* 1921年）[60]
- 10月11日 - 宮里正太郎、日本の政治家、元沖縄県座間味村長（* 1921年?）[61]
- 10月11日 - 西岡善信、日本の美術監督・映画プロデューサー（* 1922年）[62]
- 10月11日 - 高林悟、日本の実業家、元丸運社長（* 1927年）[63]
- 10月11日 - 堀内克明、日本の英語学者、明治大学名誉教授（* 1931年）[64]
- 10月11日 - 逢坂收、日本の英文学者、九州大学名誉教授（* 1932年）[65]
- 10月11日 - アレクセイ・レオーノフ、ロシアの軍人、宇宙飛行士、人類初の宇宙遊泳体験者（* 1934年）[66]
- 10月11日 - ロバート・フォスター、アメリカ合衆国の俳優（* 1941年）[67]
- 10月12日 - 楳茂都梅咲、日本の舞踊家（* 1921年?）[68]
- 10月12日 - 丁石孫、中華人民共和国の数学者、政治家、六四天安門事件のときの北京大学学長（* 1927年）[69]
- 10月12日 - 吉川貴久、日本の警察官、射撃競技選手、1960年ローマオリンピック・1964年東京オリンピック男子フリーピストル銅メダリスト（* 1936年）[70]
- 10月12日 - ジェリー・マギー、アメリカ合衆国のギタリスト、元ザ・ベンチャーズメンバー（* 1937年）[71]
- 10月12日 - ミルチョ・レヴィエフ（英語版）、ブルガリアのジャズピアニスト（* 1937年）[72]
- 10月12日 - ナンニ・ギャリ、イタリアの元レーシングドライバー（* 1940年）[73]
- 10月12日 - 中山仁、日本の俳優（* 1942年）[74]
- 10月12日 - サラ・ダニウス、スウェーデンの文学者、元スウェーデン・アカデミー事務局長（* 1962年）[75]
- 10月12日 - ヘブリン・ハーラフ（英語版）、シリア出身のクルド人政治家、未来シリア党事務総長（* 1984年）[76]
- 10月13日 - 山本哲也、日本の元プロ野球選手【大阪タイガース捕手】・野球指導者【元阪神タイガース二軍バッテリーコーチ】（* 1934年）[77]
- 10月13日 - チャールズ・ジェンクス、アメリカ合衆国の建築家、建築評論家、造園家、ランドスケープデザイナー（* 1939年）[78]
- 10月13日 - 長谷百合子、日本の政治家、元衆議院議員【日本社会党所属】（* 1947年）[79]
- 10月13日 - 吾妻ひでお、日本の漫画家（* 1950年）[80]
- 10月13日 - ソフィア・ココサラキ、ギリシャのファッションデザイナー（* 1972年）[81]
- 10月13日 - 内藤香菜子、日本の元バレーボール選手【元バレーボール女子日本代表】（* 1980年）[82]
- 10月14日 - ハロルド・ブルーム、アメリカ合衆国の英文学者、文芸評論家、イェール大学名誉教授（* 1930年）[83]
- 10月14日 - 森琢磨、日本の写真家、イラストレーター（* 1973年?）[84]
- 10月14日 - ソルリ、大韓民国の歌手、女優、タレント、元f(x)メンバー（* 1994年）[85]
- 10月15日 - ホセイン・デフラヴィー、イランの作曲家（* 1927年）[86]
- 10月15日 - 植村伴次郎、日本の実業家､東北新社創業者（* 1929年）[87]
- 10月15日 - 宋順天（朝鮮語版）、大韓民国の元ボクシング選手、龍仁大学校名誉教授、1956年メルボルンオリンピックバンタム級銀メダリスト（* 1934年）[88]
- 10月15日 - アンドリュー・コーワン、スコットランドの元レーシングドライバー、ラリーアート創設者（* 1936年）[89]
- 10月15日 - カチョ・カスターニャ（スペイン語版）、アルゼンチンの歌手、俳優（* 1942年）[90]

## (16日 - 31日)

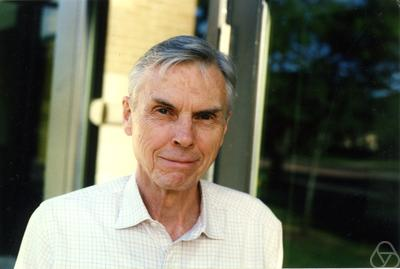
ジョン・テイト／10月16日没

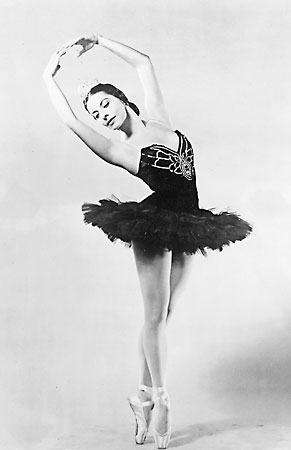
アリシア・アロンソ／10月17日没

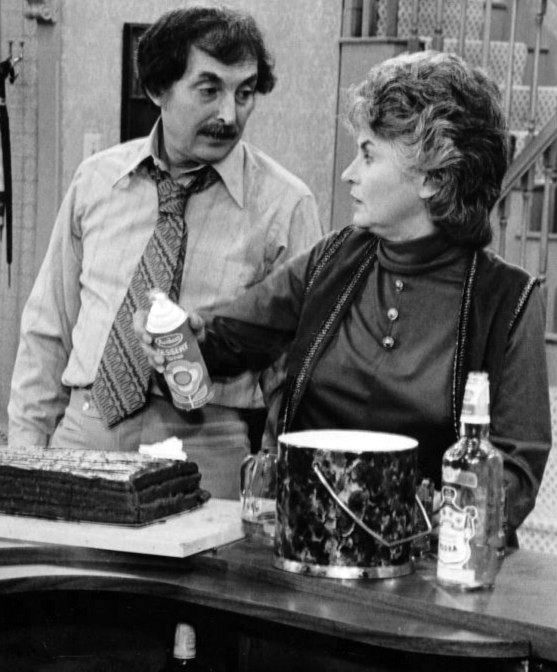
ビル・メイシー（右）／10月17日没

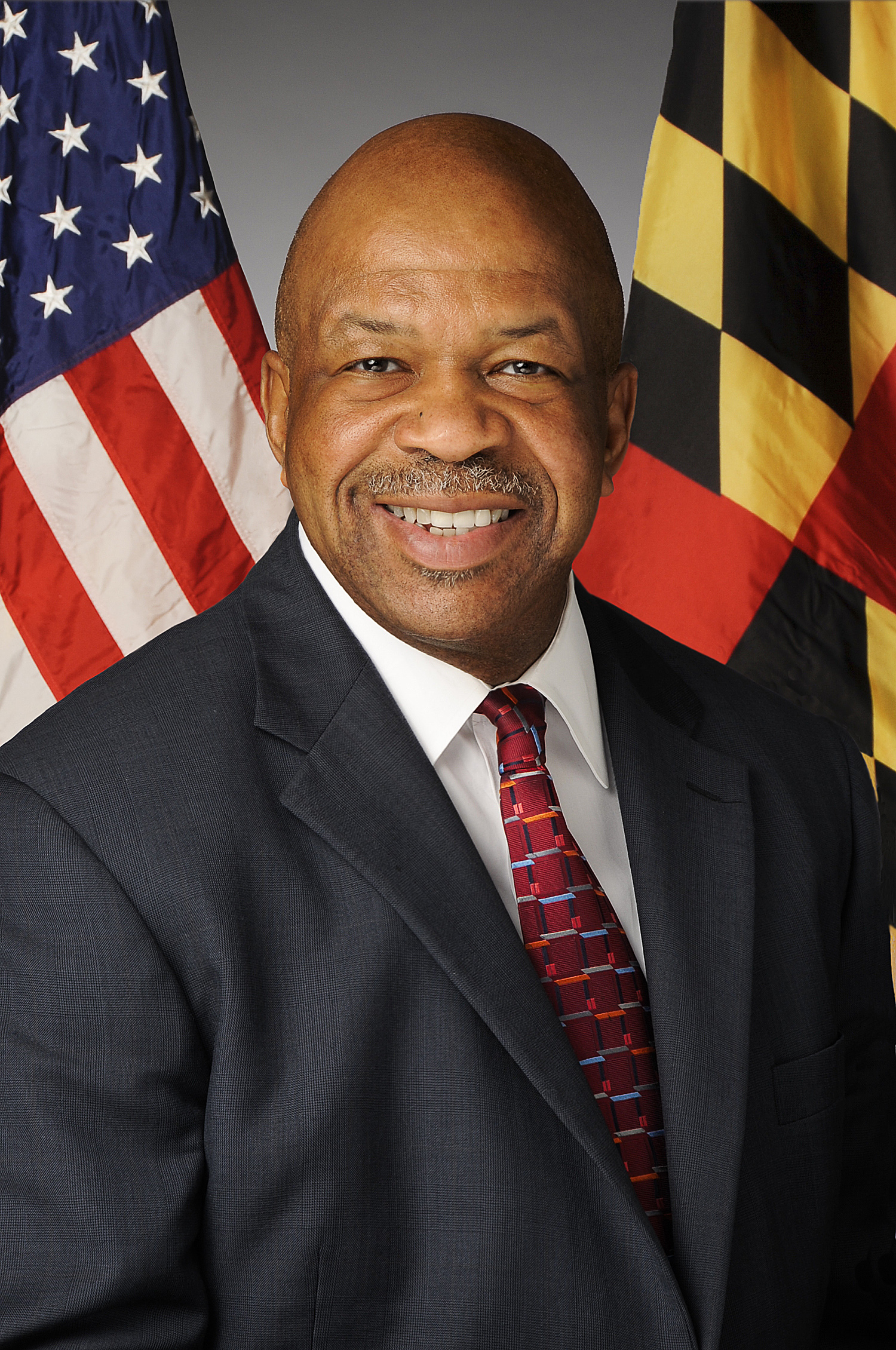
イライジャ・カミングス／10月17日没

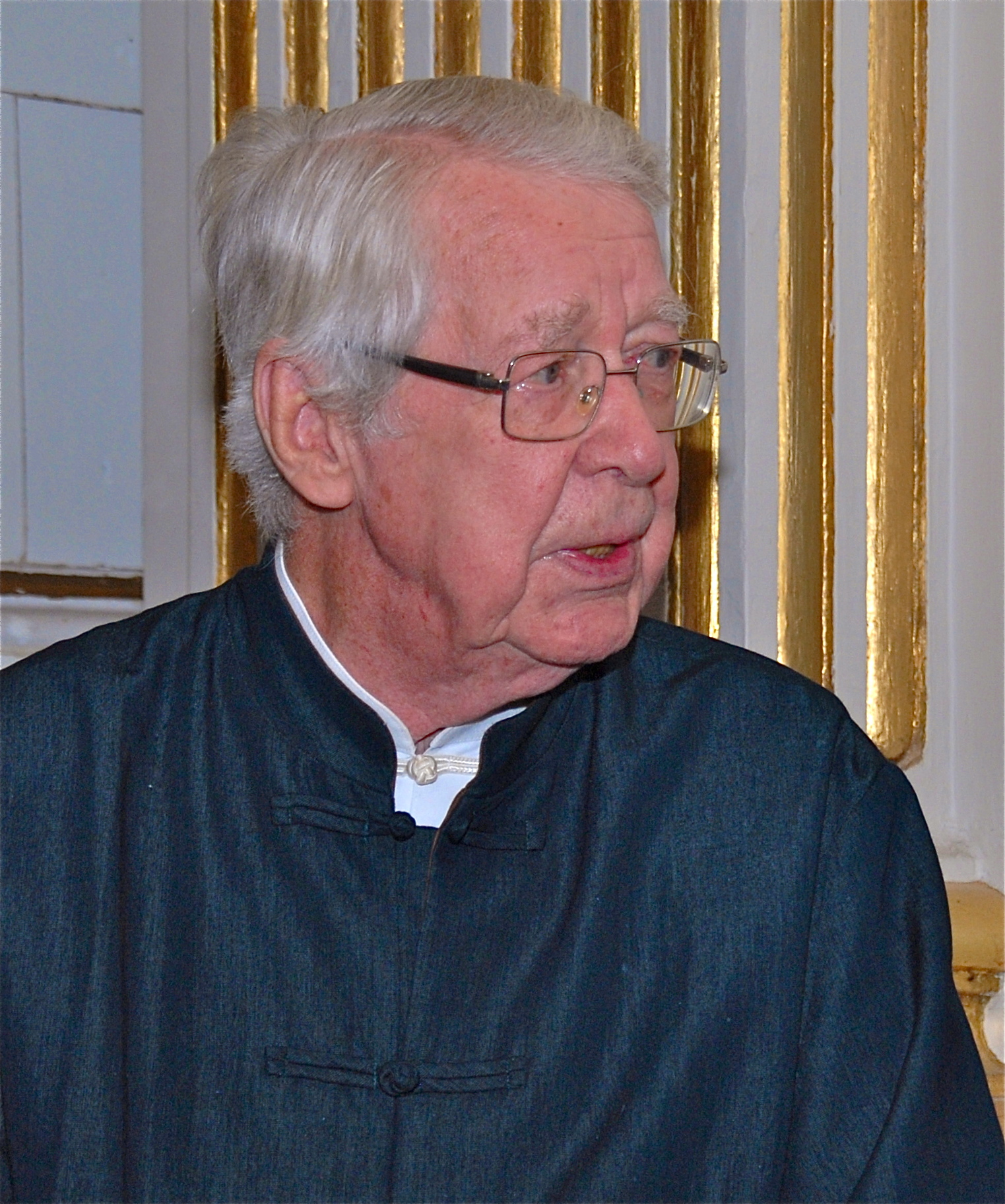
ヨーラン・マルムクヴィスト／10月18日没

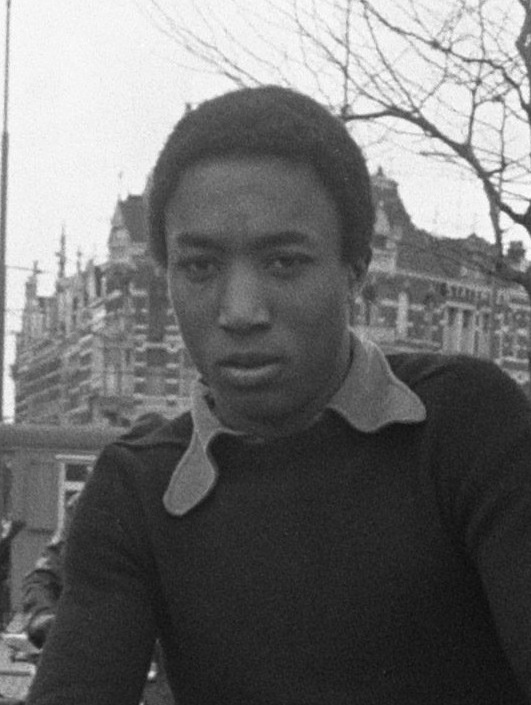
ルイ・ジョルダン／10月18日没

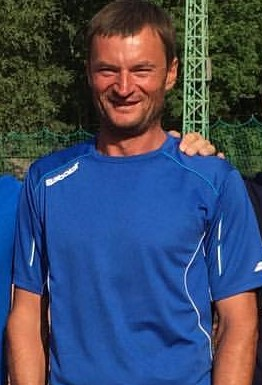
アレクサンドル・ボルコフ／10月19日没

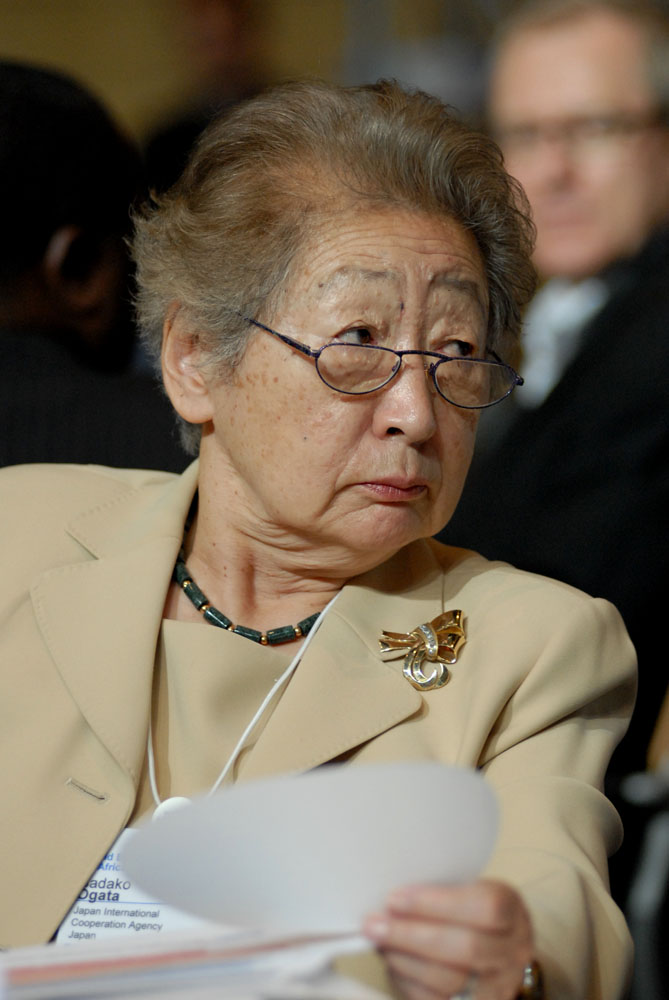
緒方貞子／10月22日没

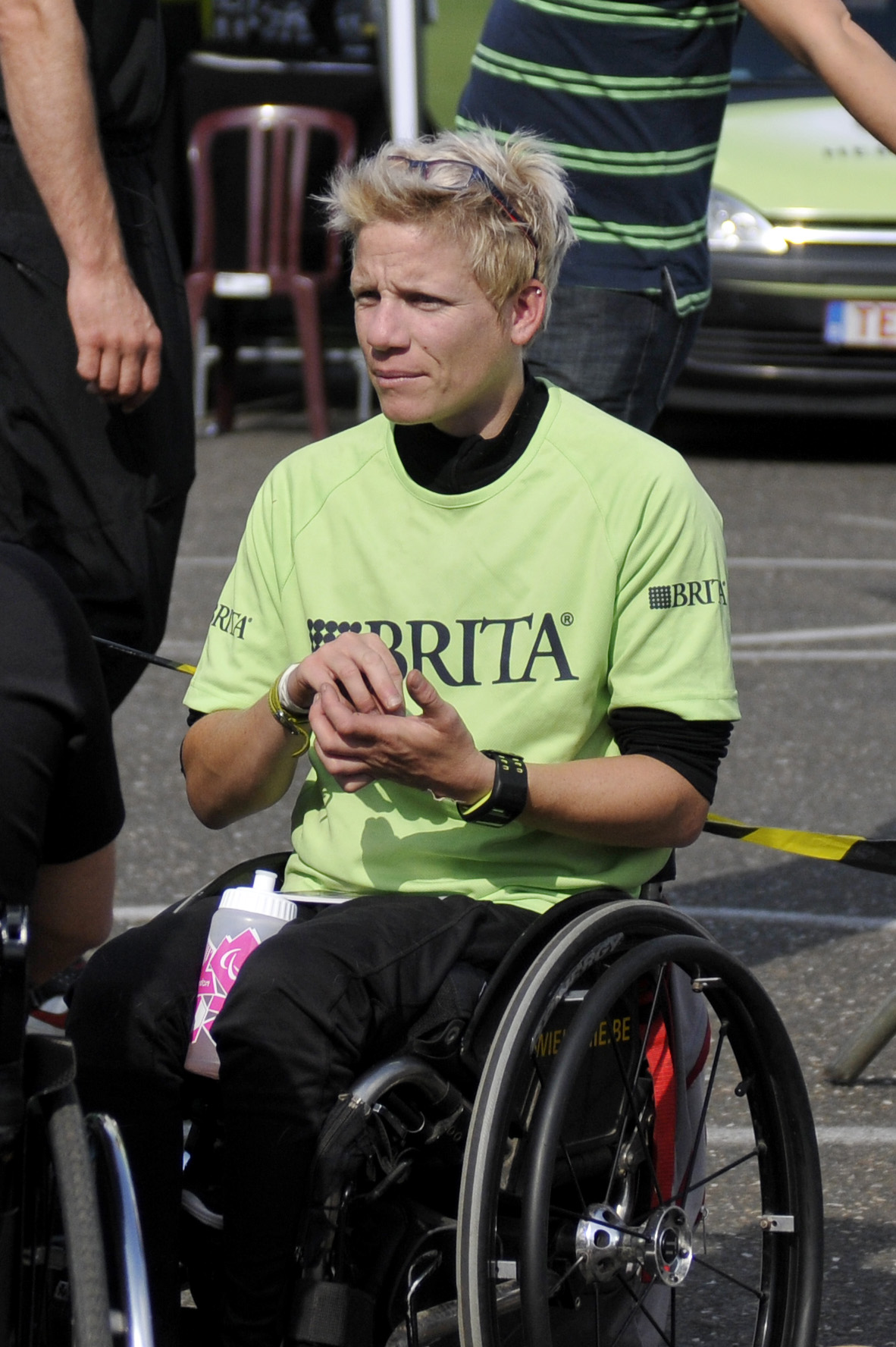
マリーケ・フェルフールト／10月22日没

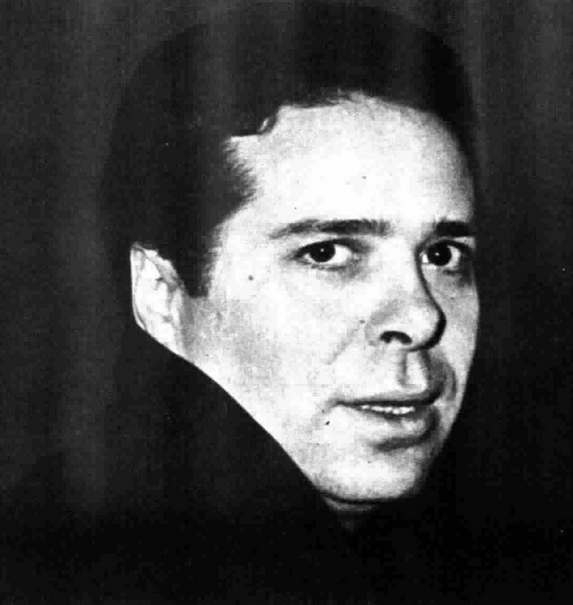
ロランド・パネライ／10月23日没

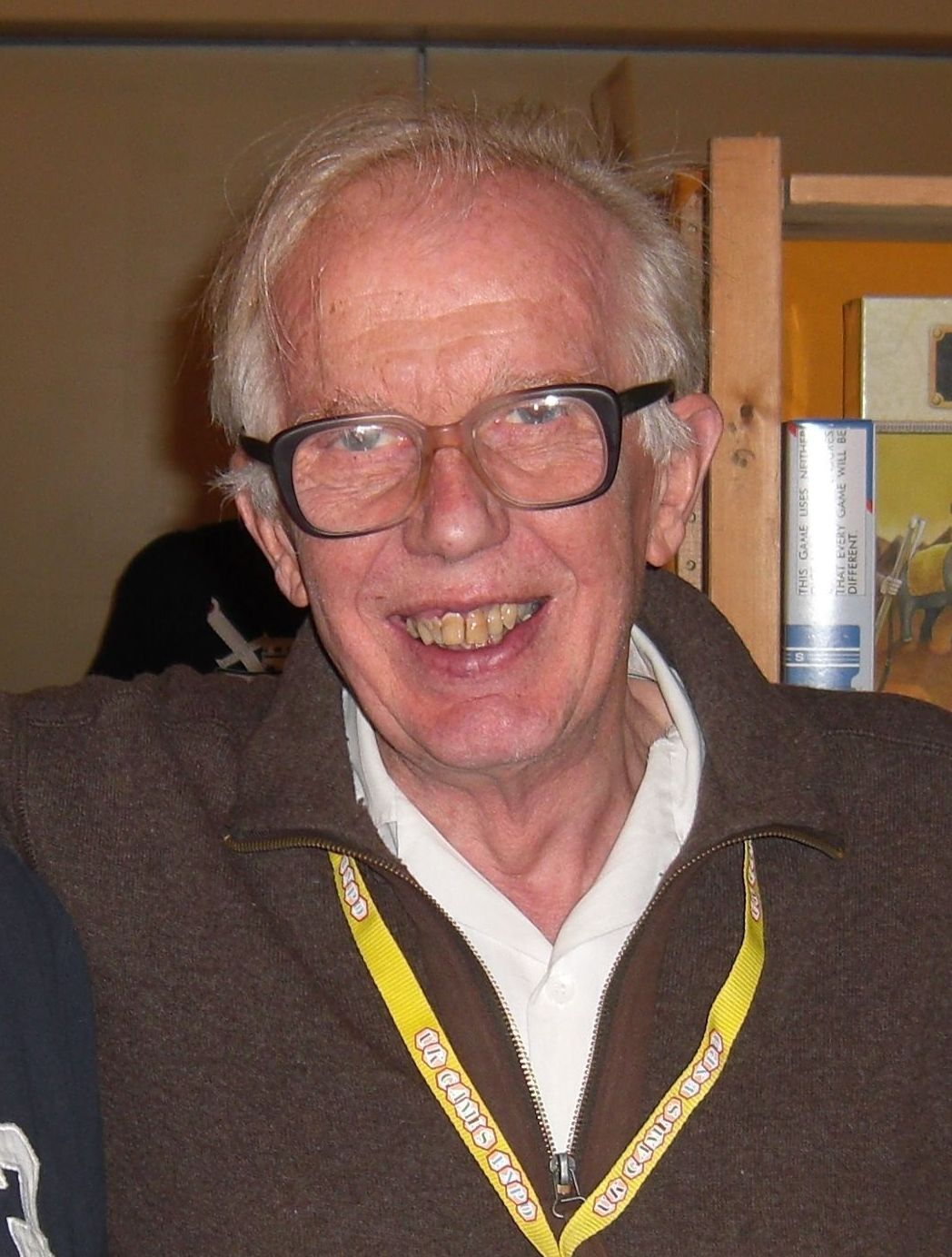
フランシス・トレシャム／10月23日没

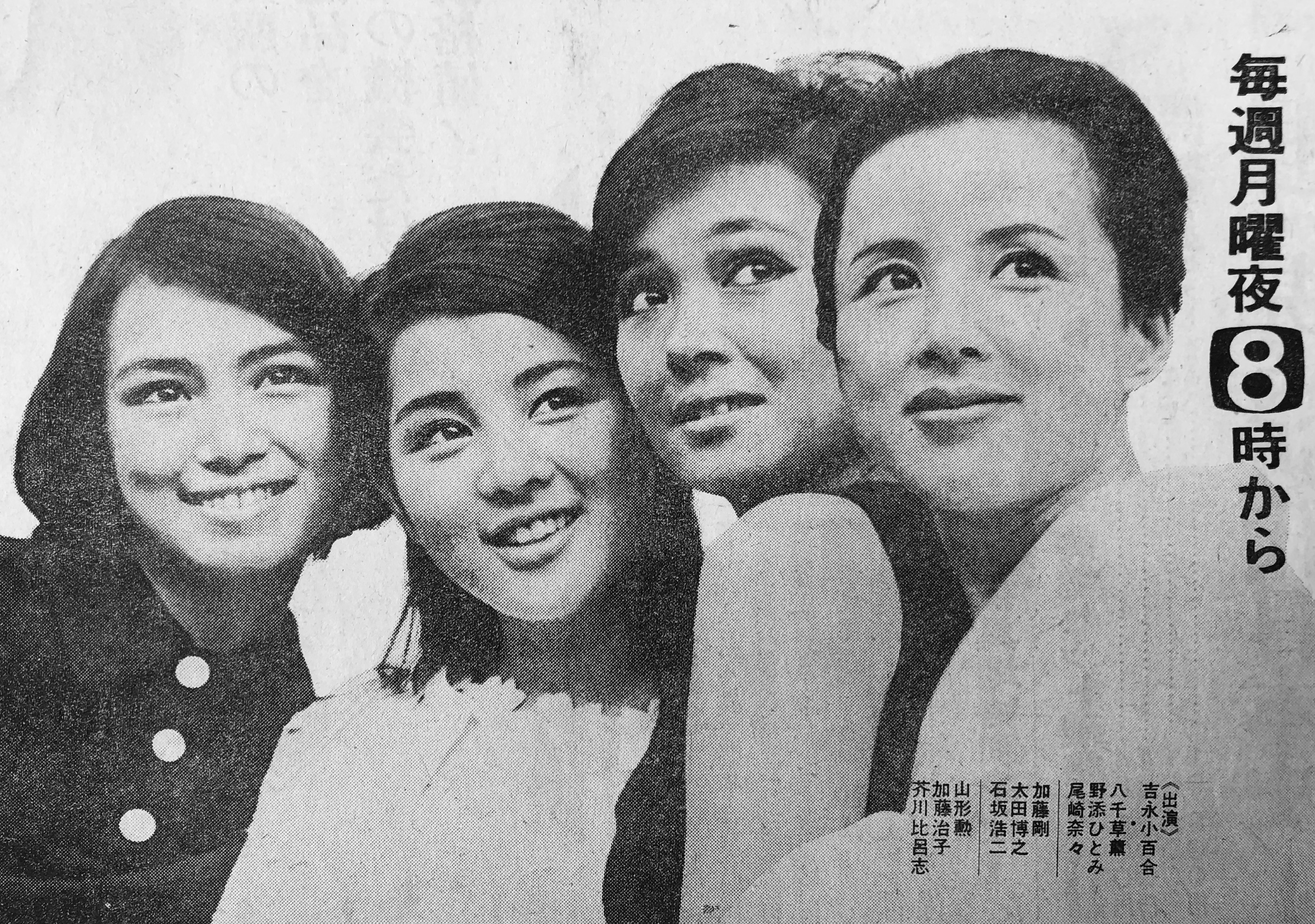
八千草薫（右）／10月24日没

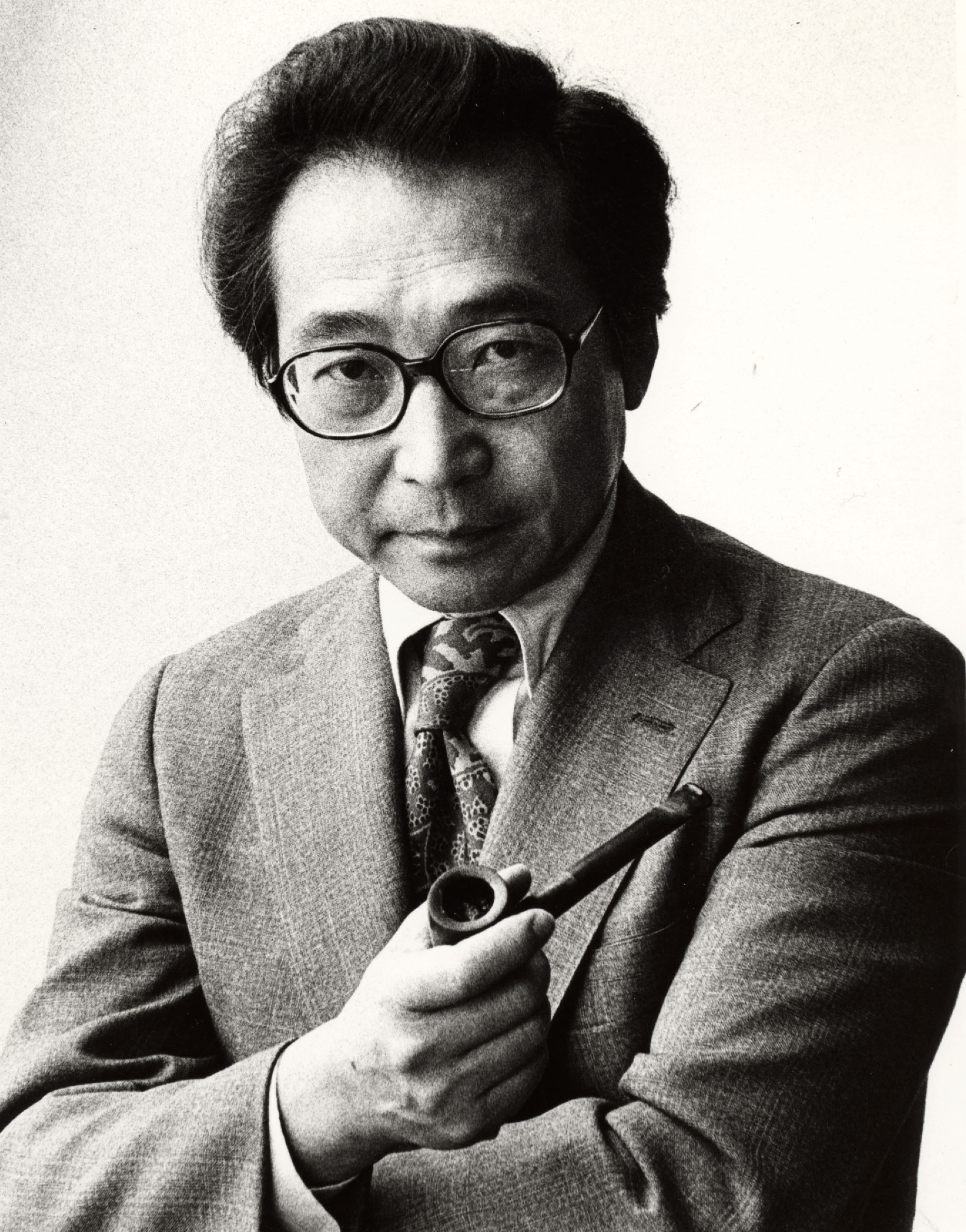
周文中／10月25日没

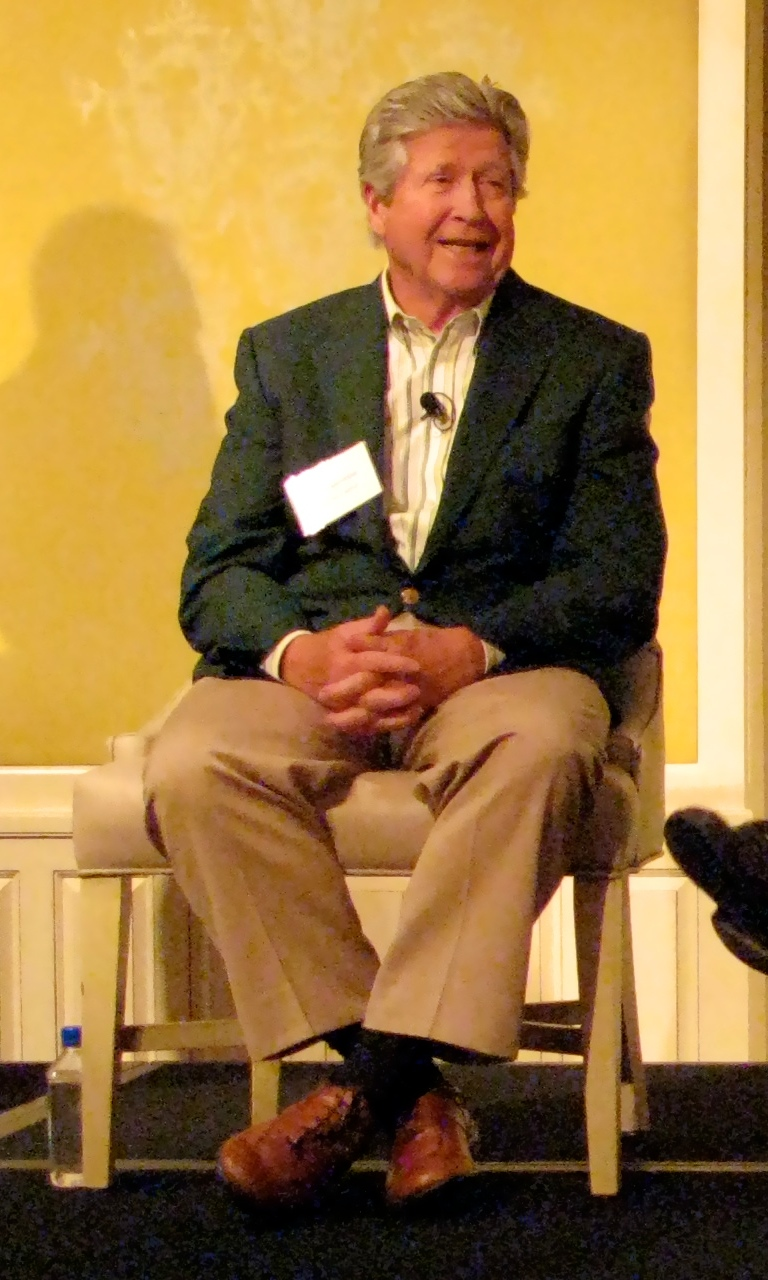
ドン・バレンタイン／10月25日没

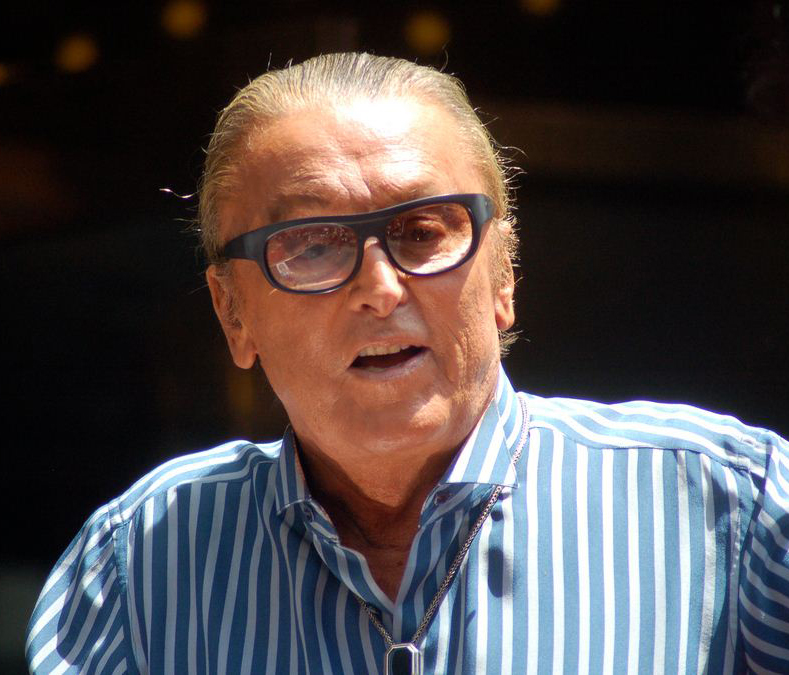
ロバート・エヴァンス／10月26日没

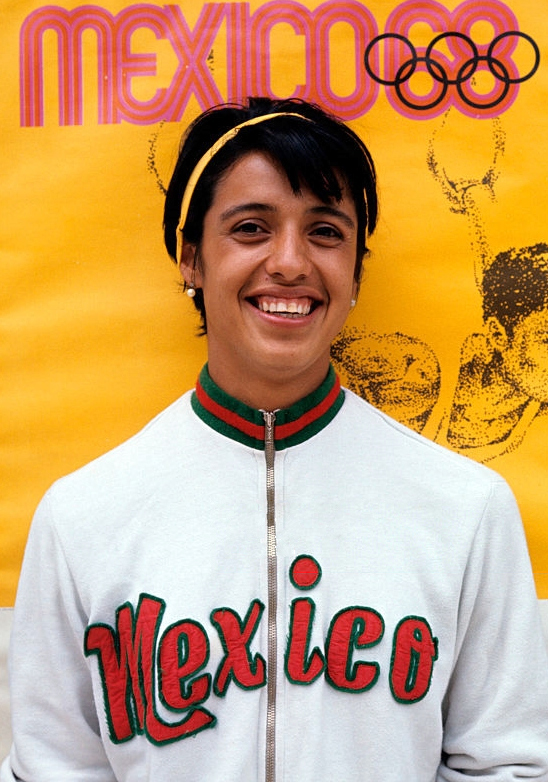
エンリケッタ・バシリオ／10月26日没

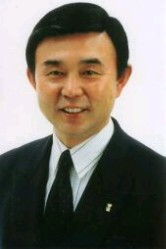
吉田博美／10月26日没

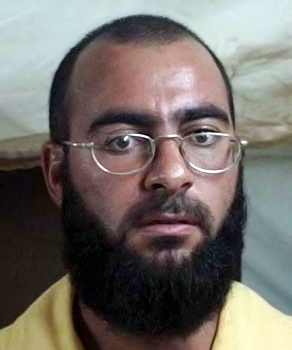
アブー・バクル・アル＝バグダーディー／10月26日没

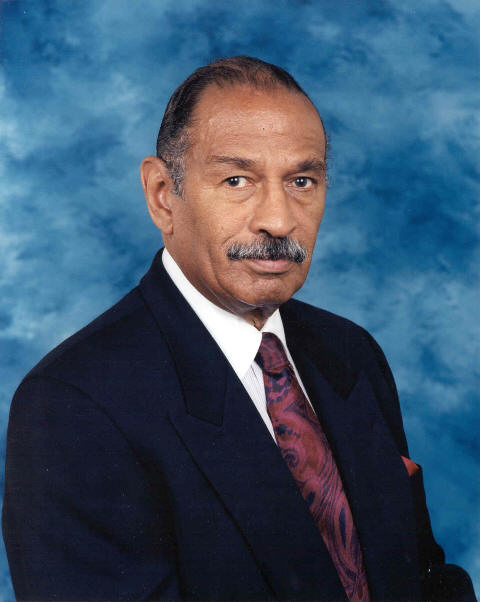
ジョン・コニャーズ／10月27日没

- 10月16日 - ジョン・テイト、アメリカ合衆国の数学者、ハーバード大学名誉教授（* 1925年）[91]
- 10月16日 - 高木護、日本の詩人（* 1927年）[92]
- 10月16日 - 福島幸三郎、日本の調教師（* 1932年）[93]
- 10月16日 - 森脇輝康、日本の実業家、元中部日本放送専務（* 1939年または1940年）[94]
- 10月16日 - 竹中雅彦、日本の元高校野球指導者（元和歌山県立桐蔭高等学校軟式野球部監督）、日本高等学校野球連盟事務局長（* 1954年）[95][96]
- 10月16日 - 韓愛萍（中国語版）、中華人民共和国のバドミントン選手（* 1962年）[97]
- 10月16日 - パトリック・デイ（英語版）、アメリカ合衆国のプロボクサー（* 1992年）[98]
- 10月17日 - アリシア・アロンソ、キューバのバレリーナ（* 1920年）[99]
- 10月17日 - ビル・メイシー、アメリカ合衆国の俳優（* 1922年）[100]
- 10月17日 - クルターグ・マルタ（ハンガリー語版）、ハンガリーのピアニスト（* 1927年）[101]
- 10月17日 - レイ・サントス（英語版）、アメリカ合衆国のサクソフォン奏者、作曲家（* 1928年）[102]
- 10月17日 - 遠藤洋一郎、日本の実業家、元学習研究社（現学研ホールディングス）社長（* 1944年?）[103]
- 10月17日 - 古舘剛浩、日本の政治家、元青森県南郷村長（* 1950年?）[104]
- 10月17日 - イライジャ・カミングス、アメリカ合衆国の政治家、下院議員（* 1951年）[105]
- 10月18日 - ウィリアム・ミリケン（英語版）、アメリカ合衆国の政治家、第44代ミシガン州知事（* 1922年）[106]
- 10月18日 - ヨーラン・マルムクヴィスト、スウェーデンの言語学者、中国学者（* 1924年）[107]
- 10月18日 - 猪貴義、日本の家畜育種学者、岡山大学名誉教授（* 1926年）[108]
- 10月18日 - 山田善一、日本の土木工学者、京都大学名誉教授（* 1931年）[109]
- 10月18日 - 上田太鴻、日本の書家、毎日書道展審査会員（* 1935年?）[110]
- 10月18日 - ジョン・ボイド、イギリスの外交官、元駐日大使（* 1936年）[111]
- 10月18日 - 泉谷政憲、日本の囲碁棋士（* 1942年）[112]
- 10月18日 - ビリー・ツェックラー、ドイツの女優（* 1949年）[113]
- 10月18日 - ルイ・ジョルダン、ポルトガルのサッカー選手、元同国代表（* 1952年）[114]
- 10月18日 - マーク・ハード（英語版）、アメリカ合衆国の実業家、元ヒューレット・パッカードCEO、オラクル共同CEO（* 1957年）[115]
- 10月19日 - アレクサンドル・ボルコフ、ロシアのテニス選手（* 1967年）[116]
- 10月20日 - 高鳥修、日本の政治家、元衆議院議員【自由民主党所属】、第47代経済企画庁長官、第5代総務庁長官（* 1929年）[117]
- 10月20日 - ホァン・ヨン・ピン（英語版）、中華人民共和国出身のフランスの芸術家（* 1954年）[118]
- 10月20日 - エリック・クーパー（英語版）、アメリカ合衆国の野球審判員（* 1966年）[119]
- 10月21日 - 盧信永（朝鮮語版）、大韓民国の政治家、第18代国務総理（首相）、第18代外交部長官（外相）（* 1930年）[120]
- 10月21日 - ジルベルト・アセベス・ナヴァロ（英語版）、メキシコの画家、彫刻家（* 1931年）[121]
- 10月21日 - インゴ・マウラー（英語版）、ドイツのインダストリアルデザイナー（* 1932年）[122]
- 10月22日 - レイモンド・レッパード、イギリスの指揮者、チェンバロ奏者（* 1927年）[123]
- 10月22日 - 緒方貞子、日本の国際政治学者、元国連難民高等弁務官、上智大学名誉教授、国際協力機構理事長、国連人権委員会日本政府代表（* 1927年）[124][125][126]
- 10月22日 - ハンス・ツェンダー、ドイツの指揮者、作曲家（* 1936年）[127]
- 10月22日 - 近藤隆彦、日本の実業家、長谷川香料元社長・副会長（* 1941年）[128]
- 10月22日 - 井上保広、日本の政治家、元福岡県太宰府市長（* 1947年?）[129]
- 10月22日 - ミゲル・サイス（英語版）、アルゼンチンの政治家、元リオネグロ州知事（* 1949年）[130]
- 10月22日 - エド・チャーニー（英語版）、アメリカ合衆国のレコーディング・エンジニア、音楽プロデューサー（* 1950年）[131]
- 10月22日 - 川端俊介、日本の小学校教諭、元群馬県立高崎高等学校野球部員（* 1963年）[132]
- 10月22日 - マリーケ・フェルフールト、ベルギーの車椅子陸上競技選手、2012年ロンドンパラリンピック100mT52金メダリスト（* 1979年）[133]
- 10月23日 - ロランド・パネライ、イタリアのバリトン歌手（* 1924年）[134]
- 10月23日 - ハンスハインツ・シュネーベルガー、スイスのヴァイオリニスト（* 1926年）[135]
- 10月23日 - フランシス・トレシャム、イギリスのボードゲームデザイナー（* 1936年）[136]
- 10月23日 - 木月孚行、日本の能楽師、観世流シテ方（* 1939年）[137]
- 10月23日 - アルフレト・ズナミエロフスキ（英語版）、ポーランドの旗章学者（* 1940年）[138]
- 10月23日 - 重松みか、日本の声楽家（* 1958年?）[139]
- 10月24日 - 江村利雄、日本の政治家、元大阪府高槻市長（* 1924年）[140]
- 10月24日 - 八千草薫、日本の女優（* 1931年）[141][142]
- 10月25日 - 岡本克持郎、日本の実業家、エンジニア会長（* 1922年?）[143]
- 10月25日 - 周文中、中華民国出身のアメリカ合衆国の作曲家（* 1923年）[144]
- 10月25日 - 北川昌典、日本の政治家、元衆議院議員【日本社会党所属】、元宮崎県日南市長（* 1931年）[145]
- 10月25日 - ドン・バレンタイン、アメリカ合衆国のベンチャーキャピタリスト、セコイア・キャピタル創業者（* 1932年）[146]
- 10月25日 - 宮本三喜彦、日本の実業家、元明治安田生命保険会長（* 1935年）[147]
- 10月25日 - 小曽根克美、日本の教育者、卓球指導者、元実践学園中学・高等学校校長・卓球部監督（* 1944年）[148]
- 10月25日 - 大野玄妙、日本の僧侶、法隆寺第129世住職、聖徳宗第6代管長（* 1947年）[149]
- 10月25日 - マリオ・サビーノ、ブラジルの柔道家、2003年世界柔道選手権大会100kg以下級銅メダリスト（* 1972年）[150]
- 10月26日 - 潘漢典（中国語版）、中華人民共和国の法学者、中国政法大学教授（* 1920年）[151]
- 10月26日 - ロバート・エヴァンス、アメリカ合衆国の映画プロデューサー（* 1930年）[152]
- 10月26日 - パスカル・ロベール（フランス語版）、フランスの女優（* 1930年）[153]
- 10月26日 - 工藤省治、日本の陶芸家（* 1934年）[154]
- 10月26日 - エンリケッタ・バシリオ、メキシコの陸上競技選手、女性初のオリンピック聖火台点灯者（* 1948年）[155]
- 10月26日 - ポール・バレア（英語版）、アメリカ合衆国のロックミュージシャン、リトル・フィートメンバー（* 1948年）[156]
- 10月26日 - 吉田博美、日本の政治家、元参議院議員【自由民主党所属】、元自由民主党参議院幹事長（* 1949年）[157]
- 10月26日 - チャック・メリウェザー（英語版）、アメリカ合衆国のMLB審判員（* 1956年）[158]
- 10月26日 - 寒河江弘、日本の造形作家、大阪芸術大学短期大学部教授（* 1966年）[159]
- 10月26日 - アブー・バクル・アル＝バグダーディー、イラク出身の宗教家、イスラム国カリフ（* 1971年）[160]
- 10月27日 - ジョン・コニャーズ、アメリカ合衆国の政治家、民主党下院議員、元下院議長（* 1929年）[161]
- 10月27日 - ウラジミール・ブコフスキー（ロシア語版）、ロシア出身のイギリスの人権活動家、作家（* 1942年）[162]
- 10月27日 - 郗恩庭、中華人民共和国の卓球選手、1971年名古屋団体・1973年サラエヴォ（英語版）世界卓球選手権シングルス金メダリスト（* 1946年）[163]
- 10月27日 - 円谷昌弘、日本の実業家、映画監督、映画プロデューサー、元円谷プロダクション社長（* 1958年）[164]
- 10月27日 - 鹿又透、日本の声楽家、二期会会員、昭和音楽大学講師、町田シティオペラ協会理事長（* 1963年）[165]
- 10月27日 - 鬼丸、日本の俳優（* 1973年）[166]
- 10月28日 - アニック・アラーヌ（フランス語版）、フランスの女優（* 1925年）[167]
- 10月28日 - 木村梢、日本のエッセイスト（* 1926年）[168]
- 10月28日 - ユッタ・ツォフ、ドイツのハープ奏者（* 1928年）[169]
- 10月28日 - 長沢工、日本の天文学者（* 1932年）[170]
- 10月28日 - イェネイ・ゾルターン（ハンガリー語版）、ハンガリーの作曲家（* 1943年）[171]
- 10月28日 - きよ彦、日本の着物デザイナー、タレント、料理研究家（* 1950年）[172]
- 10月28日 - 堀中博道、日本の物理学者、大阪府立大学名誉教授（* 1951年）[173]
- 10月28日 - ケイ・ヘイガン（英語版）、アメリカ合衆国の政治家、元上院議員（* 1953年）[174]
- 10月28日 - 難波規精、日本の実業家、芸能プロダクション「ステッカー」社長（* 1964年）[175]
- 10月29日 - ヒロシ・カシワギ（英語版）、アメリカ合衆国の詩人、劇作家、俳優（* 1922年）[176]
- 10月29日 - 島川甲子三、日本の気象解説者（* 1924年?）[177]
- 10月29日 - 金久美智子、日本の俳人（* 1930年）[178]
- 10月29日 - 従維熙（中国語版）、中華人民共和国の作家（* 1933年）[179]
- 10月29日 - ジョン・ウィザースプーン（英語版）、アメリカ合衆国の俳優、声優、コメディアン（* 1942年）[180]
- 10月30日 - 西田通弘、日本の実業家、元ホンダ副社長（* 1923年）[181]
- 10月30日 - バーナード・スレード、カナダの劇作家、脚本家（* 1930年）[182]
- 10月30日 - ロン・フェアリー（英語版）、アメリカ合衆国の元MLB選手、スポーツ解説者（* 1938年）[183]
- 10月30日 - 山本昌平、日本の俳優（* 1938年）[184]
- 10月30日 - 関根隆範、日本の柔道家、実業家、ブラジル講道館館長（* 1940年）[185]
- 10月30日 - ラッセル・ブルックス（英語版）、イギリスのラリーレーシングドライバー（* 1945年）[186]
- 10月31日 - 山谷初男、日本の俳優（* 1933年）[187]
- 10月31日 - フローレンス・ジョルジェッティ（フランス語版）、フランスの女優（* 1944年）[188]
- 10月31日 - アン・クラム（英語版）、アメリカ合衆国の女優、歌手（* 1950年）[189]
- 10月31日 - 任学鋒（中国語版）、中華人民共和国の政治家、重慶市共産党委員会副書記（* 1965年）[190]
- 10月31日 - タラニア・クラーク（英語版）、ジャマイカのサッカー選手、同国女子代表（* 1999年）[191]

## (没日不明)
- 10月下旬 - 田中尚人（ドクター田中）、日本のキーボーディスト、ロックバンド『すかんち』メンバー（* 1962年）[192]
- 10月下旬 - 岡正、元フジテレビアナウンサー、プロデューサー（生年不明）[193][信頼性要検証]